# Кантабрия
Канта́брия (исп. Cantabria) — автономное сообщество и одноимённая провинция на севере Испании. Столица и крупнейший город — Сантандер. Граничит на востоке со Страной Басков (провинция Бискайя), на юге с Кастилией и Леоном (провинции Леон, Паленсия, Бургос), на западе с Астурией. Население — 592 560 чел. (2011)
Кантабрия входит в зону «Зелёной Испании», как принято называть северные испанские провинции, омываемые Бискайским заливом, с морским (океаническим) климатом, отличающимся высокой относительной влажностью, нежарким летом и тёплой зимой.
Кантабрия является одним из самых насыщенных археологическими памятниками эпохи палеолита регионов — на её территории находится множество доисторических пещер с наскальной живописью, наиболее известной из которых считается Альтамира, которая, наряду с ещё девятью пещерами, имеет статус Всемирного наследия ЮНЕСКО.

## Этимология
Над вопросом о происхождении слова «Кантабрия» задумывались многие авторы, включая Исидора Севильского, Хулио Каро Бароху, Аурелиано Фернандеса-Гуэрра, Хоакина Гонсалеса Эчегарая. Наиболее общепринятой версией является происхождение названия территории от сочетания кельтского корня cant- (гора, возвышенность) и распространённого суффикса -abr, что буквально переводится как «люди, живущие в горах» или «горцы».

## Физико-географическая характеристика
Кантабрия расположена на северном побережье Пиренейского полуострова. Площадь территории — 5321 км² (15-е место среди автономных сообществ), общая протяжённость береговой линии — 284 км. По территории провинции проходят Кантабрийские горы.

### Рельеф
Для территории Кантабрии характерны горные и холмистые формы рельефа, 40 % территории лежит выше 700 м над уровнем моря, треть региона представляет собой склоны с уклоном более 30 %. Из-за таких особенностей ландшафта провинция делится на три географические зоны:
- Ла-Марина — прибрежная территория, состоящая из расположенных не выше 500 м над уровнем моря гор. Сильно отличается от центрального, горного района Ла-Монтанья. Занимает примерно треть территории автономии, являясь наиболее развитым в экономическом отношении регионом. В прибрежной полосе располагаются крупные города Кантабрии, включая административный центр — Сантандер.
- Ла-Монтанья — историческое название не только и не столько географической зоны, сколько всей провинции Кантабрии. В географическом понимании, Ла-Монтанья обозначает центральную, горную территорию автономии с высотой местности более 500 м над уровнем моря. Крупнейший горный хребет Пикос-де-Эуропа состоит из трёх крупных массивов — Западного (Корнион), Центрального (Урриэлес), где находится самая высокая точка Кантабрии — вершина Пенья-Вьеха (2617 м), и массива Андара, по которому проходит граница между Кантабрией и Астурией.

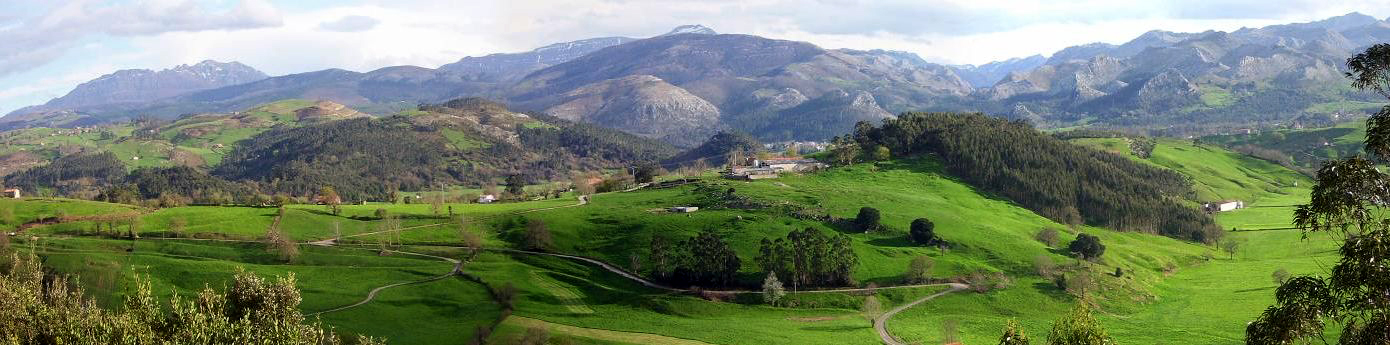
По мере приближения к побережью Бискайского залива крутые склоны гор переходят в возделанные прибрежные равнины

- Территория Кампоо и долин юга

### Климат
На всей территории Кантабрии, за исключением зоны Кампоо и южных долин, господствует морской (океанический) климат, обусловленный преобладанием переноса воздушных масс с Атлантического океана. Для региона характерны незначительные суточные и годовые амплитуды температуры воздуха, нежаркое лето и тёплые зимы.
В прибрежной зоне (Ла-Марина) климат более мягкий, чем в горной местности, где температура зимой может опускаться ниже нуля (в некоторых высокогорных долинах температура зимой около −5 °C). Также, в отличие от побережья, количество выпадаемых осадков в Ла-Монтанье значительно выше: в прибрежной полосе — от 800 до 1000 мм; в горной — от 1200 и выше, часто осадки выпадают в виде снега.
Климат на территории Кампоо и южных долин близок к средиземноморскому, так как Кантабрийские горы образуют естественное препятствие для воздушных масс с Атлантики.
Особенностью климата Кантабрии является сухой, тёплый ветер с гор — сурада (surada), дующий обычно зимой или осенью в сторону побережья. Иногда под воздействием этого ветра температура воздуха достигает 28° С и выше. Именно такой ветер стал одной из причин катастрофического пожара в Сантандере (1941 г.), когда значительная часть города выгорела.

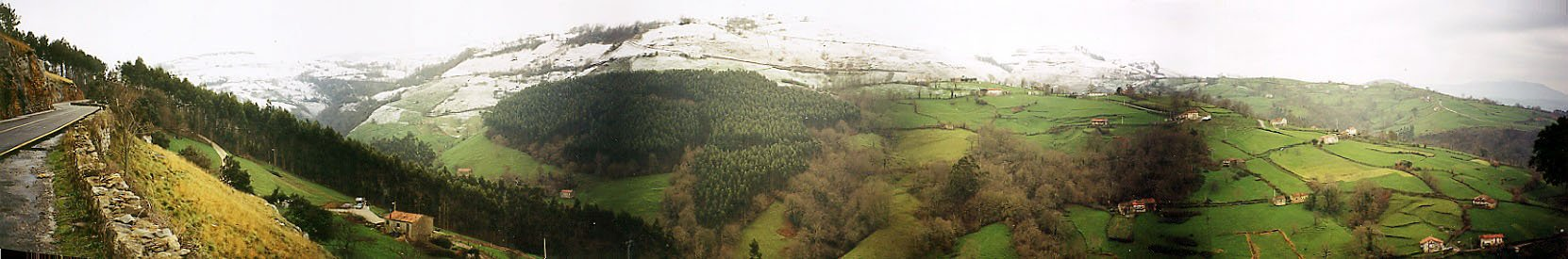
Вид на плантации эвкалипта в муниципалитете Риотуэрто

### Гидрография

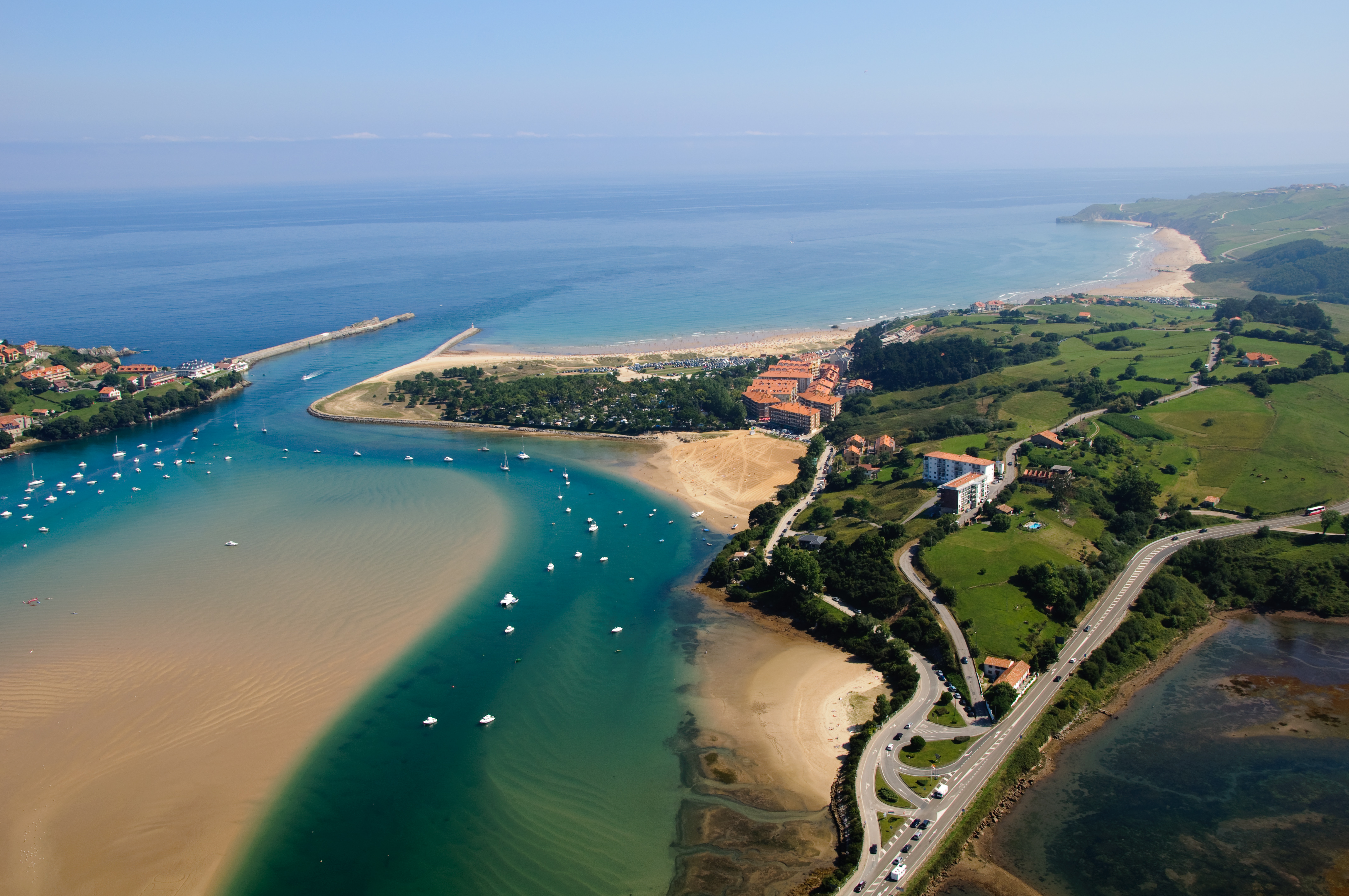
Эстуарий Сан-Висенте-де-ла-Баркера

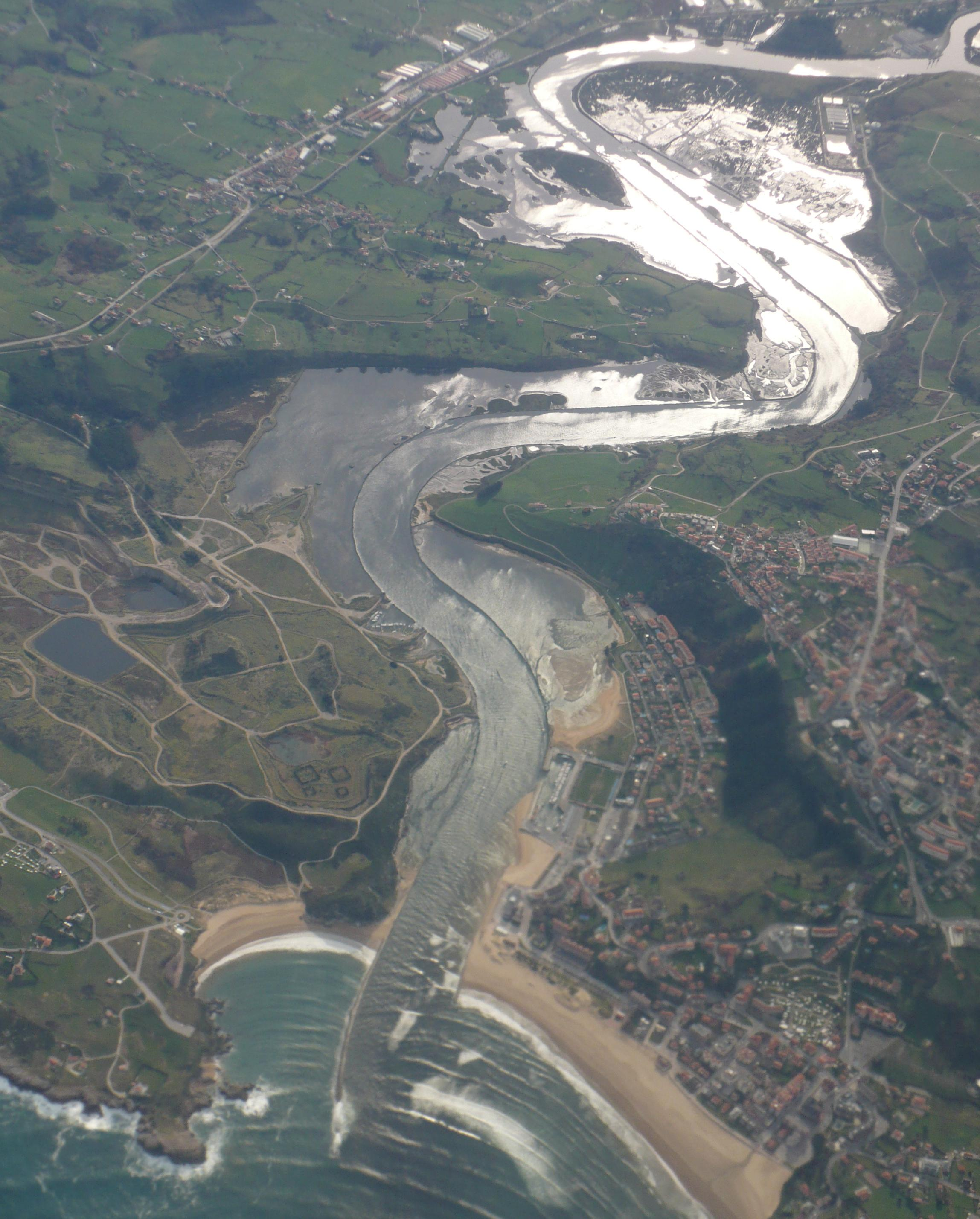
Устье реки Саха

Все основные реки Кантабрии берут своё начало в Кантабрийских горах, вследствие чего они короткие, с быстрым течением и относительно не полноводные. Судоходство по большинству из них невозможно.
Реки Кантабрии впадают в Бискайский залив (большинство), Средиземное море и Атлантический океан.
Основные реки Кантабрии
- Впадающие в Бискайский залив:
  - Агуэра
  - Асон
  - Бесайа
  - Дева
  - Эскудо
  - Мьера
  - Нанса
  - Пас
  - Писуэнья
  - Саха
- Впадающие в Средиземное море:
  - Ихар
  - Эбро
- Впадающие в Атлантический океан:
  - Камесо

В Кантабрии есть место — вершина Пик Трёх Морей (Pico Tres Mares) в комарке Кампоо-Лос-Вальес, где берут своё начало три реки, воды которых впадают во все три бассейна: Нанса (Бискайский залив), Ихар (приток Эбро, Средиземное море) и Писуэрга (приток Дуэро, Атлантический океан).

### Растительность

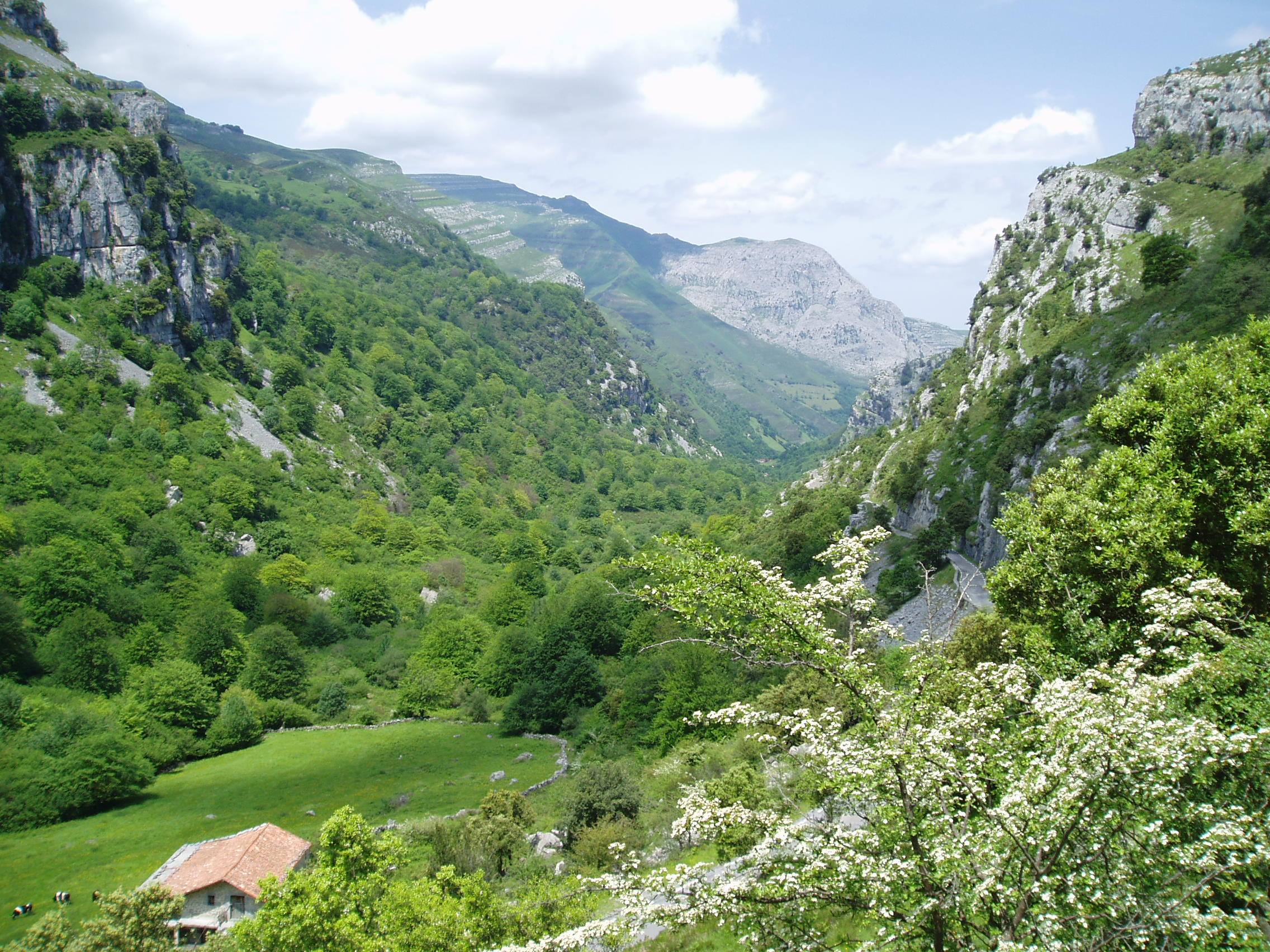
Природный парк Колладос-дель-Асон

Кантабрия традиционно входит в так называемый «Зелёный пояс» Испании, в котором, в отличие от южных и центральных районов страны, множество лесных массивов. Регион богат многочисленными растениями евросибирской группы, за исключением южных районов, где господствует средиземноморский тип флоры.
В Кантабрии выделяются следующие зоны растительности, каждая из которых имеет свои особенности:
- Прибрежный пояс. Наиболее сильное влияние антропогенного фактора заметно в прибрежной Кантабрии (Ла-Марина), где постепенно человек вырубил большинство лесов (раньше здесь росли смешанные леса из липы, лавра благородного, клёна, тополя, берёзы и других), остатки которых сохранились лишь в природоохранных заповедниках. Основную часть территории теперь составляют сельскохозяйственные угодья и плантации эвкалипта (около 11 % покрытой лесом площади Кантабрии[7]).

Более разнообразная растительность в горных районах автономного сообщества (Ла-Монтанье):
- Горная местность (Piso montano) — 700—1600 м над уровнем моря. Здесь расположены леса из дуба, бука, берёзы, а также многочисленные кустарники, возникшие на склонах гор вследствие деградации растительного покрова.
- Субальпийский пояс (Piso subalpino) — выше 1800 м над уровнем моря. На данной территории расположены летние высокогорные пастбища, растут заросли кустарников и кустарничков, а также такие растения, как Астра Альпийская и Армерия Кантабрийская (Armeria cantabrica)[8]

Отдельно выделяются долины Льебаны, где из-за особенностей местного климата распространены виноградники и оливковые деревья. В этой комарке также растут многие виды листопадных деревьев: дуб каменный, дуб черешчатый, европейский бук и другие.

### Охраняемые территории

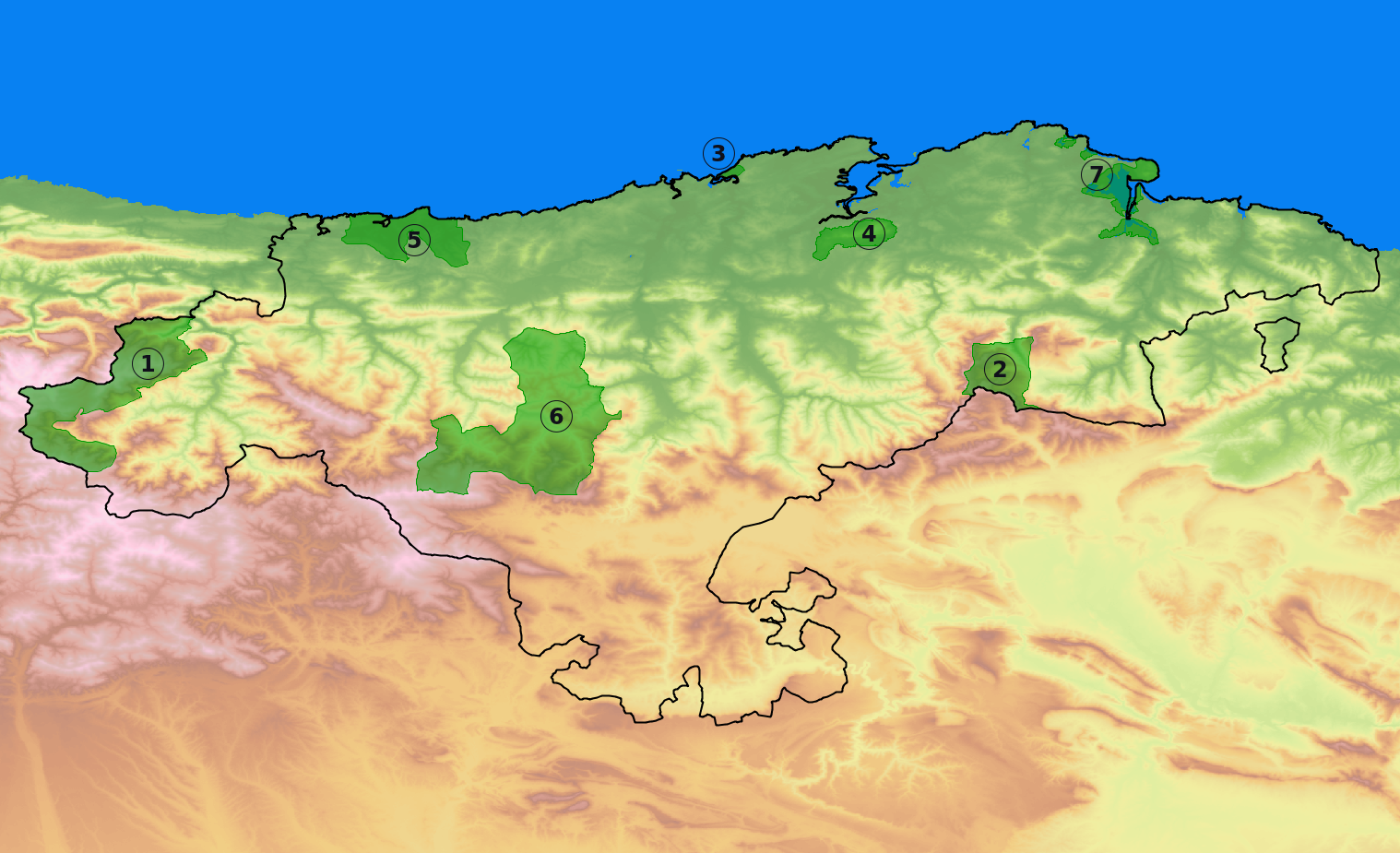
Национальные и природные парки Кантабрии

На территории Кантабрии расположен один национальный парк — Пики Европы, а также пять природных заповедников (Parque natural), и один памятник природы (Плантации секвойи в Монте-Кабесон):
1. Национальный парк Пики Европы (Пикос-де-Эуропа)
2. Кольядос-дель-Асон
3. Дюны Льенкреса
4. Пенья-Кабарго
5. Дюны и пляжи Ойамбре
6. Саха-Бесайа
7. Марши Сантонии, Виктории и Хойеля

Помимо парков, в Кантабрии есть зоны, которые составляют местную Сеть Natura 2000:
- Специальные охраняемые зоны (SPA[англ.]):Марши Сантонии, Виктории и Хойеля, а также реки Ахо, Льебана, ущелье Ла-Эрмида, Сьерра-де-Пенья-Сагра, Сьерра-де-Ихар, Сьерра-дель-Кордель и изголовья рек Нансы и Сахи, Эмбальсе-дель-Эбро и Осес-дель-Эбро
- Зоны, представляющие интерес для ЕС (SCI[англ.]): Льебана, Монтанья-Орьенталь, Западные реки и дюны Ойамбре, Дюны Льенкреса и эстуарий реки Пас, Дюны Пунталь и эстуарий Мьеры, Коста-Сентарль и река Ахо, Марши Сантонии, Виктории и Хойеля, Сьерра-дель-Эскудо-де-Кабуэрнига, Долины вершин рек Нансы и Сахи, а также Верхний Кампоо, Сьерра-дель-Эскудо; реки: Дева, Нанса, Саха, Пас, Мьера, Асон, Агуэра, Эбро, Камеса; пещеры Рогерия и Рехо.

## История

### Доисторическая Кантабрия
Несмотря на находки в Сьерра-де-Атапуэрке в 1994 году, когда были обнаружены остатки гоминидов, датируемые возрастом ок. 800 тыс. лет назад, первые следы предполагаемых предков человека в Кантабрии насчитывают не более 100 тыс. лет (археологические находки в пещере Эль-Кастильо в Пуэнто-Вьесго).
Первые жители Кантабрии вели кочевой образ жизни, промышляя охотой и собирательством. Вюрмское оледенение (95000—10000 лет назад) привело к значительному изменению климата в регионе — похолоданию, вследствие чего немногочисленные предки человека вынуждены были искать убежища в пещерах. В период среднего палеолита появился новый вид гоминидов — неандертальцы (Homo neanderthalensis), бывших носителями мустьерской культуры.
В эпоху верхнего палеолита (43—45 тыс. л. н.) неандертальцы были окончательно вытеснены представителями современного человека — кроманьонцами (Homo sapiens). Часть северной территории Кантабрии активно заселяется людьми в данный период, особенно во время последнего ледникового максимума.
Сегодня следы деятельности первобытного человека можно увидеть в многочисленных пещерах на территориях автономного сообщества, среди которых Альтамира, Эль-Кастильо, Лас-Монедас, Коваланас, Орнос-де-ла-Пенья, Эль-Пендо. Особенно знаменита наскальная живопись этих пещер, ставшая образцом франко-кантабрийского искусства.

### Кантабрийские войны и романизация

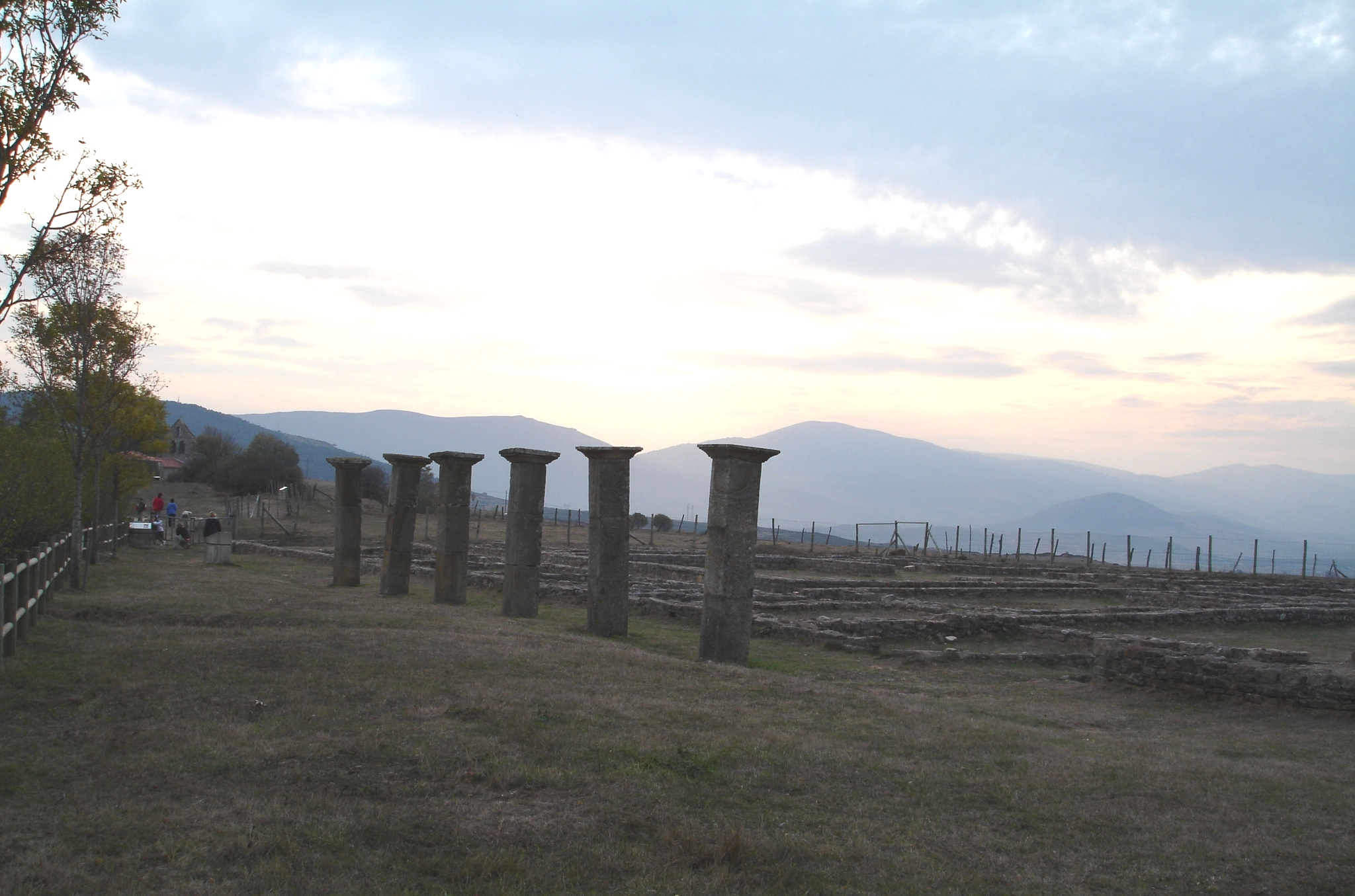
Руины города Юлиобрига

К моменту появления римлян Кантабрию населяли кельтские племена, среди которых наиболее многочисленными были кантабры. Они жили в небольших укреплённых поселениях («кастро»), и отличались своей воинственностью, практикуя грабительские набеги на жителей Месеты.
В 29 году до н. э. римский император Октавиан Август начал наступление на территории кантабров и их союзников астуров. В результате многолетней войны территория Кантабрии вошла в состав Римской империи, были основаны города Флавиобрига, Юлиобрига и другие.
В V веке, после падения Западной Римской империи, территория Кантабрии снова стала независимой.

### Раннее средневековье

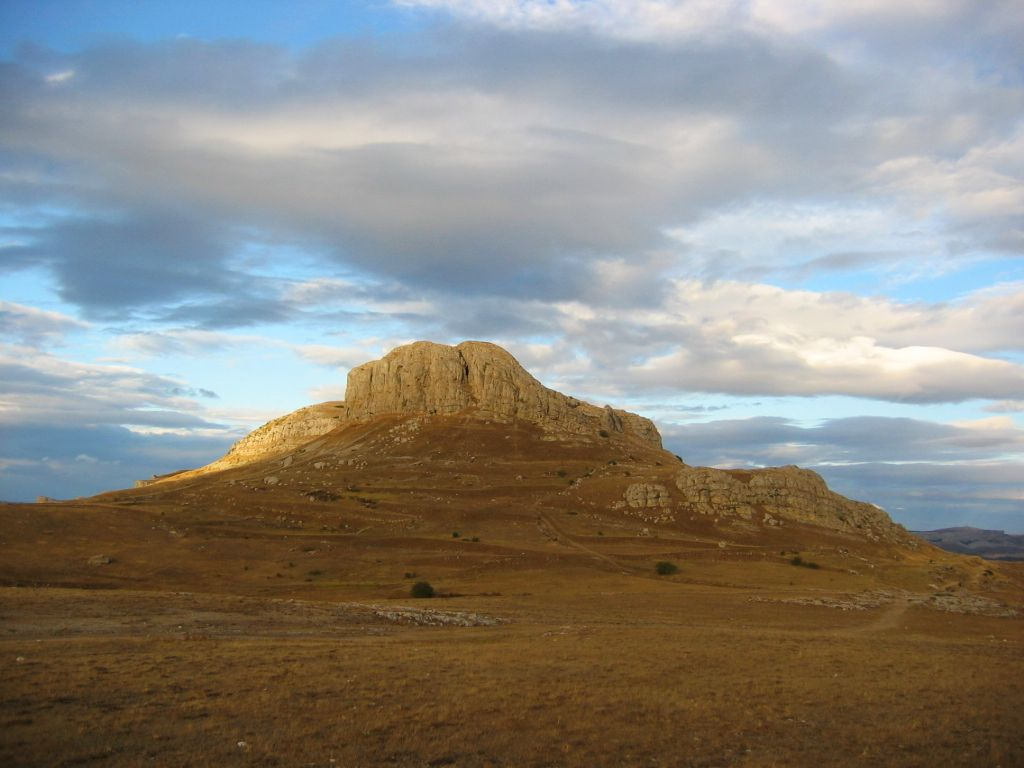
Пенья-Амайа, у подножия которой находилось одноимённое поселение кантабров, разрушенное в 574 году вестготским королём Леовигильдом

В V веке на территорию Испании проникают многочисленные племена вандалов, свевов, аланов, и, особенно, вестготов, которые осели здесь по договору с Римом в 416 году, но первоначально занимали только важные опорные пункты. Ситуация изменилась после 507 года, когда вестготы потерпели сокрушительное поражение от франков, и были вынуждены покинуть большую часть своих владений в Аквитании, создав, по сути, новое королевство на территории Пиренейского полуострова.

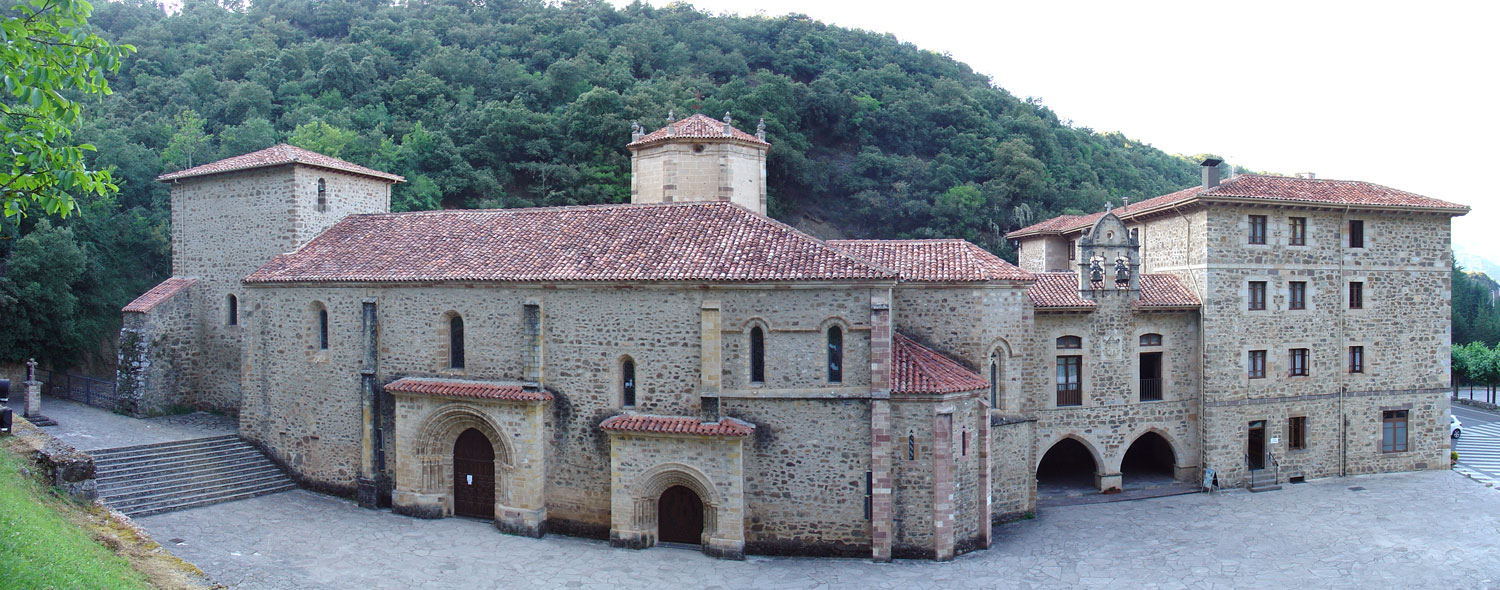
Монастырь Санто-Торибио-де-Льебана, крупнейший центр распространения христианства в Кантабрии в эпоху раннего Средневековья

Долгое время Кантабрия оставалась независимой от вестготов, пока в 574 году король Леовигильд не захватил территории к югу от Кантабрийских гор, а также разрушил важный центр кантабров — город Амайу:

В эти дни король Леовигильд, войдя в Кантабрию, уничтожил захватчиков провинции, занял Амайю, войсками своими прошёл и провинцию вернул под свою власть— Иоанн Бикларский. Хроника, 574 год, гл. 2
Позднее на захваченных землях было создано Герцогство Кантабрия, для защиты вестготского королевства от кантабров и васконов.
Несмотря на утрату южных территорий, остальная Кантабрия оставалась независимой. Население состояло в основном из романизированных кельтов, исповедовавших традиционные верования. Христианство было ещё незначительно распространено, несмотря на деятельность монахов-отшельников (Емилиан Кукуллат) и миссионеров в некоторых крупных поселениях (святой Торибий).
С арабским завоеванием Пиренейского полуострова ситуация на севере Испании резко изменилась. Хотя Кантабрия, как и другие провинции, осталась независимой (арабы дошли только до Пенья-Амайи), на её территорию началось массовое переселение готской аристократии и духовенства, которые принесли сюда культуру мосарабов, а также способствовали окончательному утверждению христианства в регионе. Важнейшим событием стало образование Астурийского королевства, созданного в ходе восстания против мавританского правления 718 года под предводительством Пелайо.
В конце XII — начале XIII века вся территория Кантабрии вошла в состав королевства Кастилии, короли которой, и, особенно, Альфонсо VIII, проводили политику, направленную на развитие экономического и военно-морского потенциала провинции. Местные кантабрийские города получают различные привилегии.

### Высокое и позднее средневековье

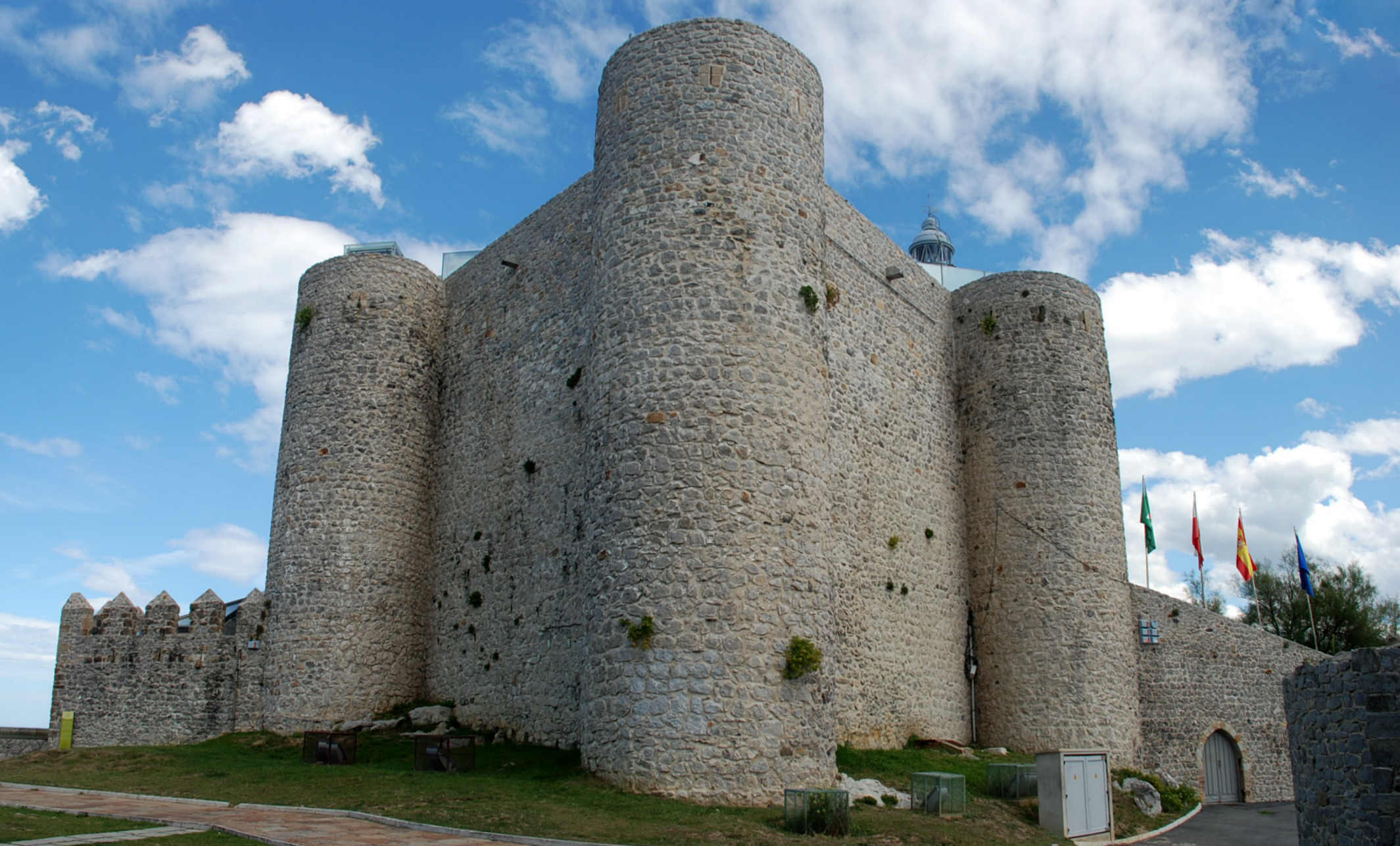
Замок Святой Анны в Кастро-Урдиалесе

По мере того, как христианские правители отвоёвывали у мавров центральные и южные территории Пиренейского полуострова, экономическое и политическое значение Кантабрии всё больше отходит на второй план. К XI веку Астурийского королевства уже не существовало, а земли Кантабрии входили в состав Королевства Леон (западная часть с Льебаной) и Королевства Наварра (восточная часть с Сантандером).
XI—XII века — эпоха окончательного утверждения феодальных отношений в регионе, особенно в долинах Льебаны, где процесс феодализации земель проходил намного интенсивней, что было связано с близостью к Астурии. Одним из самых крупных землевладельцев была католическая церковь, чьи монастыри имели огромное влияние в Кантабрии: Сан-Мартин-де-Турьено (с XII века Санто-Торибио), Санта-Мария-де-Пьяска, монастырь Святой Хулианы, Святого Эметерия и Селедония, и другие.
В конце XII — начале XIII века все земли Кантабрии вошли в состав королевства Кастилии, короли которой, и, особенно, Альфонсо VIII, проводили политику, направленную на развитие экономики и военно-морского потенциала провинции. Многие кантабрийские города получили особые привилегии в данный период.
4 мая 1294 года испанские города Бискайского залива — Сантандер, Кастро-Урдиалес, Ларедо, Сан-Висенте, Витория и другие, образовали Морскую Эрмандаду (Hermandad de las Marismas), для защиты своих интересов при поддержке Кастильской короны. Помимо торговых интересов кантабрийские прибрежные города участвовали в военно-морских кампаниях Кастилии. Так, в 1245 году они участвовали в осаде Картахены, а в 1248 году города Севильи.

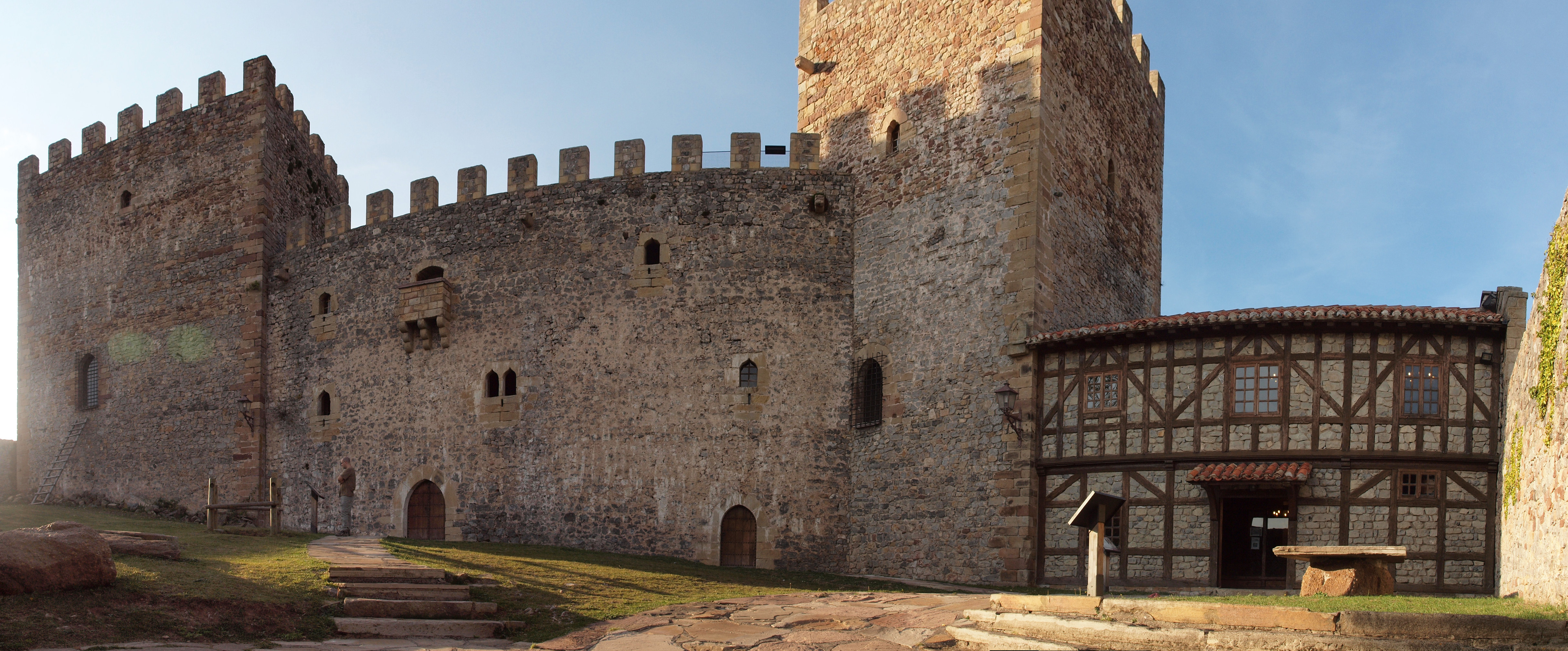
Замок Сан-Висенте в Аргуэсо, принадлежавший семье Лассо де ла Вега

Постепенно Кантабрия окончательно перестала упоминаться как отдельная провинция. Согласно книге Libro de las Merindades de Castilla, датируемой 1352 годом, территория Кантабрии входила в состав четырёх мериндадов, которые были созданы на землях Кастилии: Ла-Мериндад-де-Льебана-и-Перния (La Merindad de Liébana y Pernía), Ла-Мериндад-де-Агилар-де-Кампоо (La Merindad de Aguilar de Campoo), Ла-Мериндад-де-Астуриос-де-Сантильяна (La Merindad de Asturias de Santillana), и Ла-Мериндад-де-Трасмьера (Merindad de Trasmiera).
В эпоху позднего средневековья почти все земли Кантабрии оказались сосредоточены в руках трёх семей — дома Лассо де ла Вега, который впоследствии объединился, путём брака единственной наследницы, с семьёй Мендоса; дома Манрике и дома Веласко.

### Новое время

Карта торговых путей Союза Четырёх Городов

К началу XVI века Кантабрия была экономически отсталым регионом, состоящим из фактически автономных долин и городов, иногда малосвязанных или конкурирующих между собой. Неудачная политика Габсбургов, многочисленные войны которых истощили Испанию, а также крупное землевладение светских и церковных феодалов, тормозили развитие сельского хозяйства и промышленности Кантабрии. Экономическая ситуация ухудшалась эпидемиями в конце XVI века (например, тифа и чумы в 1596 и 1599 годах), а морской торговле мешали укрепившие своё положение на атлантическом побережье баскские города, с их привилегиями, окончательно оформленными королевским указом 1515 года. Морская Эрмандада к этому времени распалась, а её место занял Союз Четырёх Городов (Hermandad de las Cuatro Villas), в который вошли Сантандер, Ларедо, Кастро-Урдиалес и Сан-Висенте.

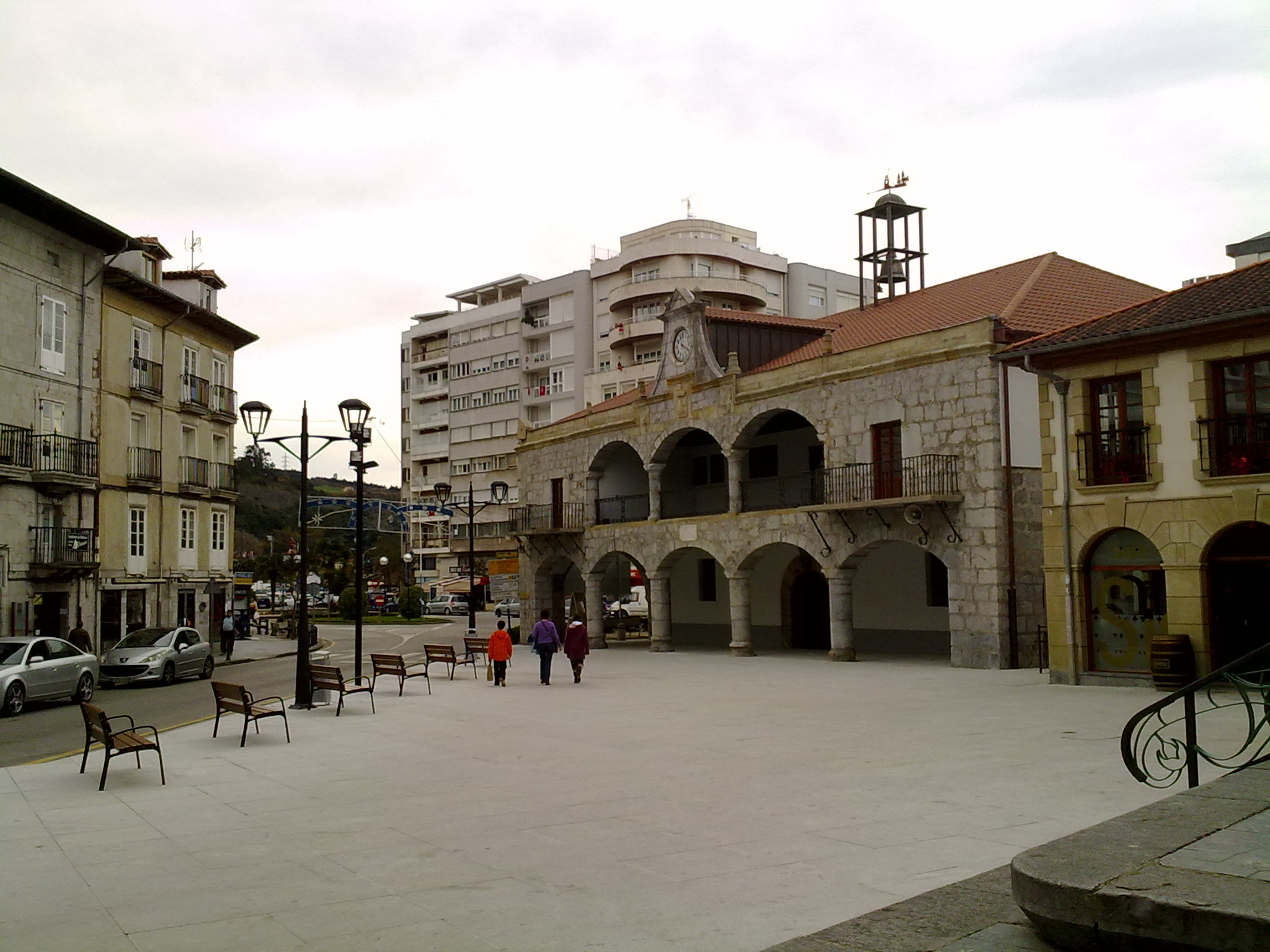
Здание ратуши в Ларедо (1562 год)

Ситуация начала меняться после открытия Америки. В XVI—XVII веках многие американские сельскохозяйственные культуры проникли на территорию Кантабрии, среди них помидоры, картофель, и, особенно, кукуруза, для которой климат северной Испании оказался очень благоприятным, что несколько оживило сельское хозяйство. Для экономики огромную роль сыграло также постепенное налаживание торговых связей с колониями, что послужило причиной быстрого роста приморских городов, особенно, Сантандера.
Но экономическое развитие продолжало тормозиться территориальной раздроблённостью и зависимостью от Бургоса, хотя к концу XVIII века и сложилось несколько центров, которые могли бы стать ядром будущей провинции — Сантандер и Ларедо. Вопрос о создании провинции впервые был поднят в 1727 году, но разрешить его тогда не удалось. Лишь события 1775 года ускорили принятие решения.
В 1775 году интендант провинции Бургос издал постановление, в котором предписывал жителям Кантабрии собрать средства для восстановления разрушенного наводнением Моста короля Карла III в Миранда-де-Эбро, несмотря на то, что Кантабрия в этом году тоже пострадала от паводков, и даже дважды — в июне и ноябре. Кроме того, интендант Бургоса так и не предпринимал никаких мер против разбойничьих отрядов, орудовавших на территории Кантабрии. 28 июля 1778 года, собранные по инициативе Генерального собрания провинции Девяти Долин (Junta General de la Provincia de los Nueve Valles), представители большинства поселений и долин Кантабрии провозгласили в Пуэнто-Сан-Мигеле создание собственной провинции — провинции Кантабрия.
Созданная провинция существовала скорее на бумаге, и в 1801 году прекратила своё существование, после создания на территории Кантабрии Морской провинции Сантандер (La Provincia Marítima de Santander), преобразованной в 1833 году в провинцию Сантандер (La provincia de Santander), согласно общеиспанской реформе Хавьера де Бургоса.

### XIX век

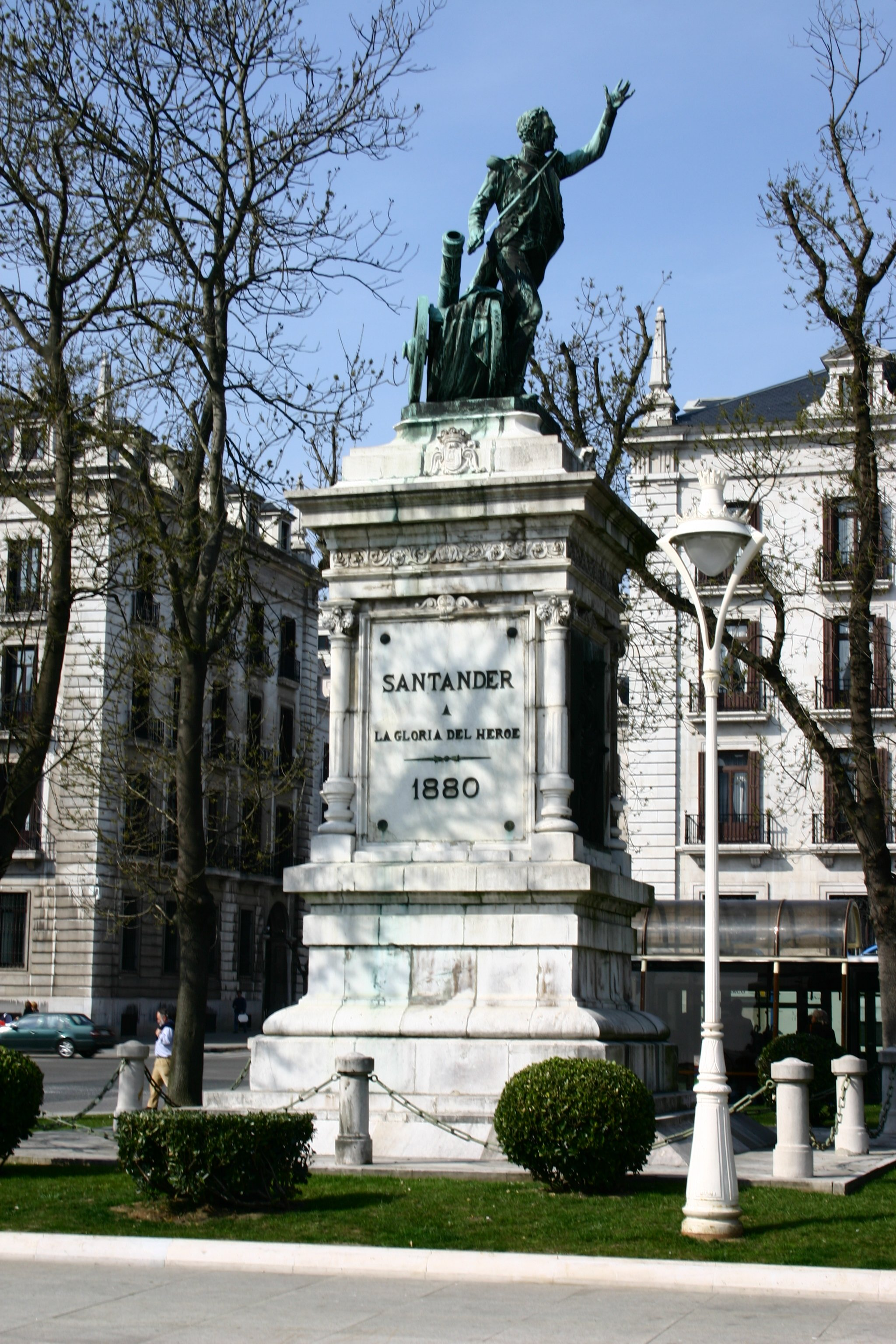
Памятник Педро Веларде в Сантандере

В начале XIX века вся Испания оказалась оккупированной войсками Наполеона I. Хотя формально независимость страны и сохранялась, 23 марта 1808 года Карл IV и его сын Фердинанд VII, ставший королём после отречения отца, стали пленниками императора. Поводом к вооружённому сопротивлению испанского народа против завоевателей послужило Мадридское восстание 2 мая 1808 года, которое возглавлял, вместе с Луисом Даоисом, национальный герой Испании и Кантабрии, уроженец Мурьедаса (Камарго), Педро Веларде. Сегодня в доме, где родился герой, располагается Этнографический музей Кантабрии (Этнографический музей Веларде).
После Мадридского восстания по всей Испании начали возникать советы (хунты) для сопротивления французской армии. Такой орган был создан и в Кантабрии — Верховный совет Кантабрии (Suprema Junta de Cantabria, Junta Suprema de Cantabria, Suprema Junta Provincial de Cantabria или Junta de Provincia Cantábrica), который возглавил епископ Сантандерской епархии Рафаэль Томас Менендес де Луарка, провозгласивший себя регентом провинции на то время, пока король Фердинанд Желанный будет находиться в плену. Но противостоять хорошо вооружённой и организованной армии Бонапарта жители Кантабрии не смогли, и 23 июня 1808 года французы вошли в Сантандер. По всей Кантабрии развернулось партизанское движение, которое во многих районах возглавил Хуан Диас Порльер, назвавший свои войска Кантабрийской дивизией.
Окончательно французские войска покинули территорию Кантабрии лишь в 1813 году, учинив кровавую бойню в Кастро-Урдиалесе.
После освобождения Кантабрии продолжилось мирное развитие региона. В 1833 году была образована провинция Сантандер, с одноимённым городом в качестве столицы. XIX—начало XX века — время бурного развития промышленности в регионе, а также туризма. Население всё больше перемещается в прибрежную полосу — в Сантандер и его окрестности, в район устья реки Асон и Кастро-Урдиалес. Происходит усиление буржуазии и среднего класса, дворянское сословие и другие средневековые пережитки играют всё меньшую роль в политической и экономической жизни провинции. В конце XIX была проложена железная дорога Ferrocarril del Cantábrico, которая соединила Сандандер с Бильбао и Овьедо.
С тоской по прошлым временам описывали все изменения, произошедшие в XIX веке, писатели-регионалисты, что наиболее ярко воплотилось в творчестве знаменитого кантабрийского романиста Хосе Мария де Переда.

### XX век

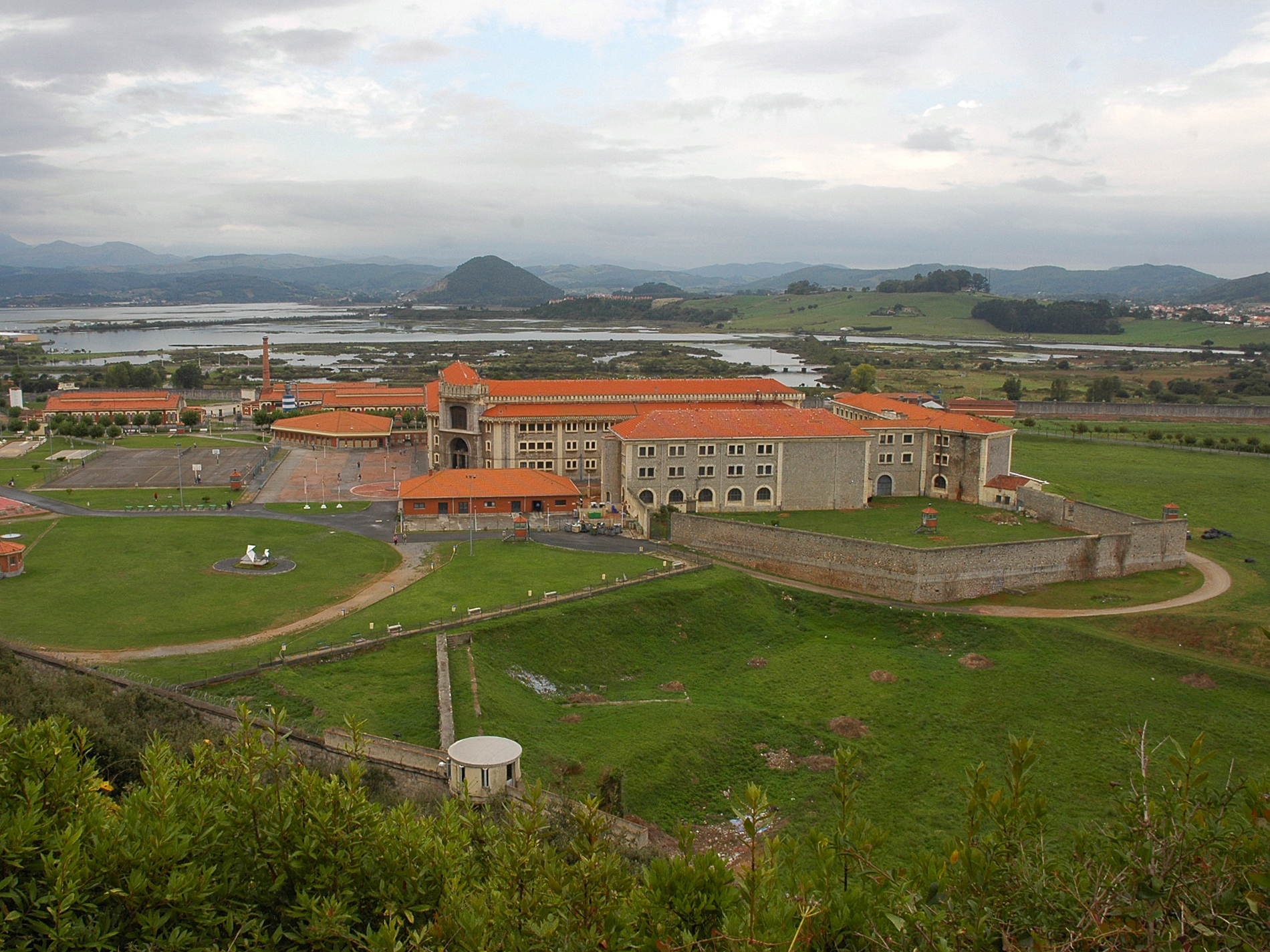
Тюрьма Эль-Дуэсо, превращённая Франко в концентрационный лагерь, в котором были заключены республиканские военнопленные

В конце XIX—начале XX века в Кантабрии наступило время относительной экономической и политической стабилизации, связанной с довольно удачной, в первое время, политикой Бурбонов после их реставрации в 1874 году. В это время продолжают развиваться промышленность и морская торговля приморских городов, где была сосредоточена основная масса населения. Важным источником доходов становится туризм, особенно после избрания королём Альфонсо XIII Сантандера в качестве летней резиденции.

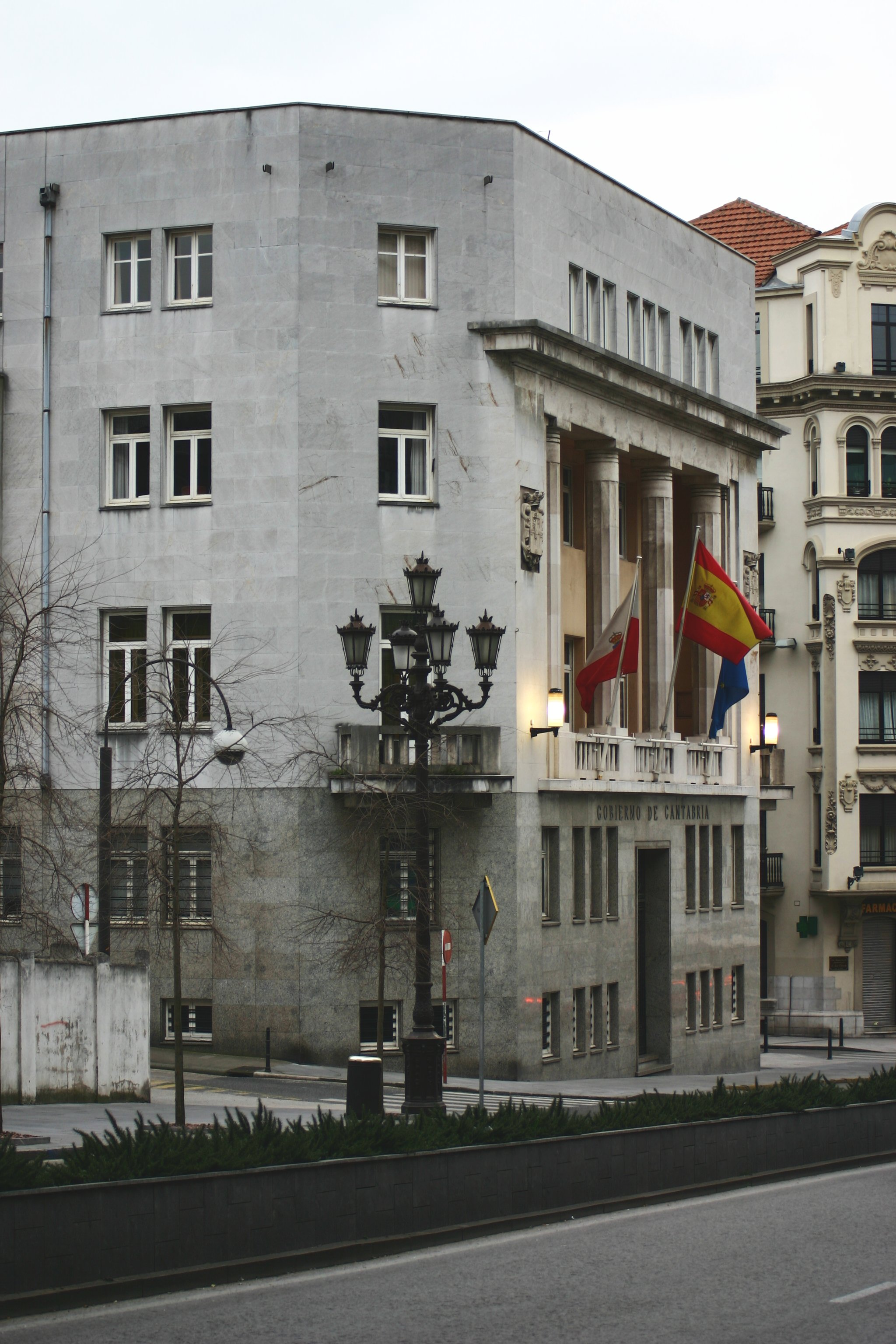
Бывшая резиденция Правительства Кантабрии

Хотя конституция 1876 года и была реакционной, по сравнению с конституцией 1812 года, она позволила дальнейшее развитие политических партий и движений. В начале XX века в Кантабрии сложилось два основных политических направления: левое, представленное социалистами и республиканцами (Партия Республиканского союза), и правое, консервативное, которое представляли монархисты (либералы и консерваторы, например, Рамон Фернандес Онтория), а также фалангисты. Огромное влияние на политическую жизнь сельской Кантабрии продолжали оказывать касики (например, Хосе Мария де ла Вьеско) и католическая церковь.
После свержения монархии в Испании в Кантабрии снова был поднят вопрос о статусе провинции, что стало возможным благодаря принятой в 1931 году конституции, предусматривающей расширение статуса регионов (так автономный статус получили Страна Басков и Каталония). Провинциальный совет Сантандера постановил назначить слушания по данному вопросу на июль 1936 года, а Федеральная партия составила устав будущей Кастильско-Кантабрийской автономии (Autonomía Cántabro-Castellano). Но все планы были сорваны начавшейся гражданской войной.
После мятежа Франко многие территории Испании оказались в руках националистов. Весьма неожиданно, но в провинции Сантандер все попытки фаланги свергнуть республиканский строй провалились, хотя в регионе были традиционно сильными монархические настроения незаинтересованных в республиканских реформах касиков и влияние католической церкви. Во многом это было связано с провалом правых партий на общенациональных выборах, на которых уверенно лидировал Народный фронт, что обеспечило большее представительство их членов в местных муниципалитетах. Кроме того, фалангисты не были хорошо организованы и не смогли наладить связь с военными гарнизонами и полицией, так как многие их лидеры находились в бегах или были арестованы после громкого убийства редактора левой газеты La Región Лусиано Малумбреса.
Несмотря на то, что франкисты не смогли поднять мятеж в Кантабрии, по провинции прокатилась волна беспорядков, было убито около 800 человек, ещё 343 пропали без вести. В данных условиях политика Народного фронта была направлена на установление порядка в долинах и централизации власти. В сентябре 1936 года гражданским губернатором стал Хуан Луис Оласаран.
Республиканский режим продержался в Кантабрии почти год после начала мятежа, но в ходе битвы за Сантандер (14 августа — 17 сентября 1937) войска националистов полностью захватили территорию провинции.
После установления в Кантабрии фашистского режима Франко около 2500 человек было убито, многие были арестованы и закончили жизнь в тюрьме. Почти 40 лет экономика Кантабрии находилась в упадке, а созданное унитарное фашистское государство даже не предусматривало расширение местного самоуправления. Правда, в 1963 году президент Провинциального совета Педро Эскаланте-и-Видобро предложил переименовать провинцию Сантандер в Кантабрию, но из-за противодействия муниципалитета Сантандера идея провалилась.
Создание современного автономного сообщества стало возможно благодаря демократическим реформам короля Хуана Карлоса, утвердившего конституцию 1978 года, которая дала возможность получить широкую автономию всем регионам страны. 30 декабря 1981 года король подписал указ о создании автономного сообщества Кантабрия. 20 февраля 1982 года был сформирован парламент новой автономии, первые выборы в который состоялись в мае 1983 года.

## Демография

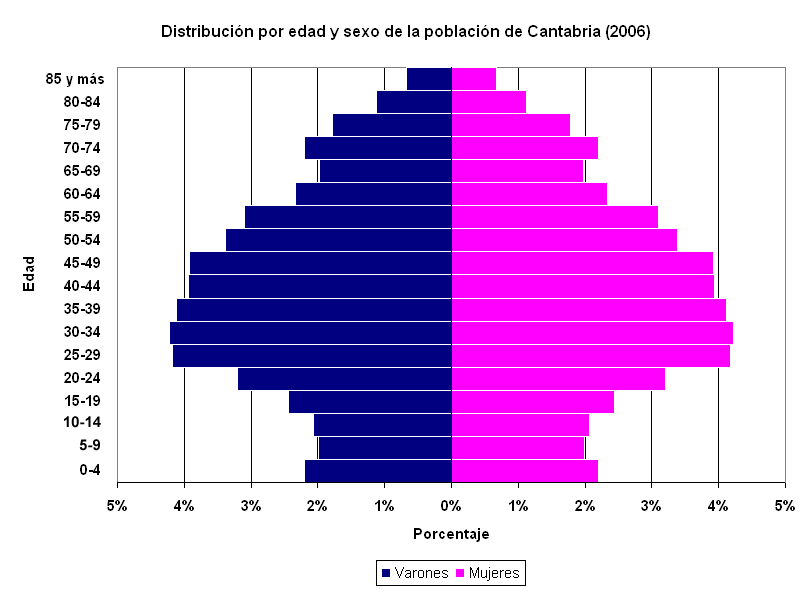
Пирамида населения Кантабрии в 2006 году по полу и возрасту

На 1 января 2011 года численность населения Кантабрии составляла 592 560 человек, увеличившись на 871 (0,14 %) жителя по сравнению с 2010 годом (592 250), что является средним показателем по Испании (0,4 %).
Кантабрия по-прежнему является малонаселённым автономным сообществом Испании, опережая только Ла-Риоху (321 700), и автономные города Сеуту (80 570) и Мелилью (76 034). Лучше демографические показатели у Кантабрии по сравнению с другими провинциями, где по численности населения она занимает 28 место из 50.
Традиционно более заселена прибрежная часть автономного сообщества, где располагаются крупные города Сантандер (179 921), Торрелавега (крупнейший промышленный центр региона, численность 55 553) и Кастро-Урдиалес (32 374). Первые два города формируют также конурбацию Área metropolitana de Santander-Torrelavega.
Начиная с 30 годов XX века, количество женщин в Кантабрии превышает количество мужчин. На 2011 год женщины составляли 51,1 % населения (303 249), а мужчины, соответственно, 48,9 % (289 872). Жителей в возрасте от 30 до 34 лет в Кантабрии насчитывалось 8,4 % (49 909); от 35 до 39 — 8,36 % (49 614); новорождённых и детей до четырёх лет — 4,7 % (28 032). Также в провинции проживало 160 долгожителей в возрасте около ста лет.
Численность мигрантов, проживающих в Кантабрии на 1 января 2011 года, составила 38 863 человек, из которых большинство прибыло из Румынии (6482).

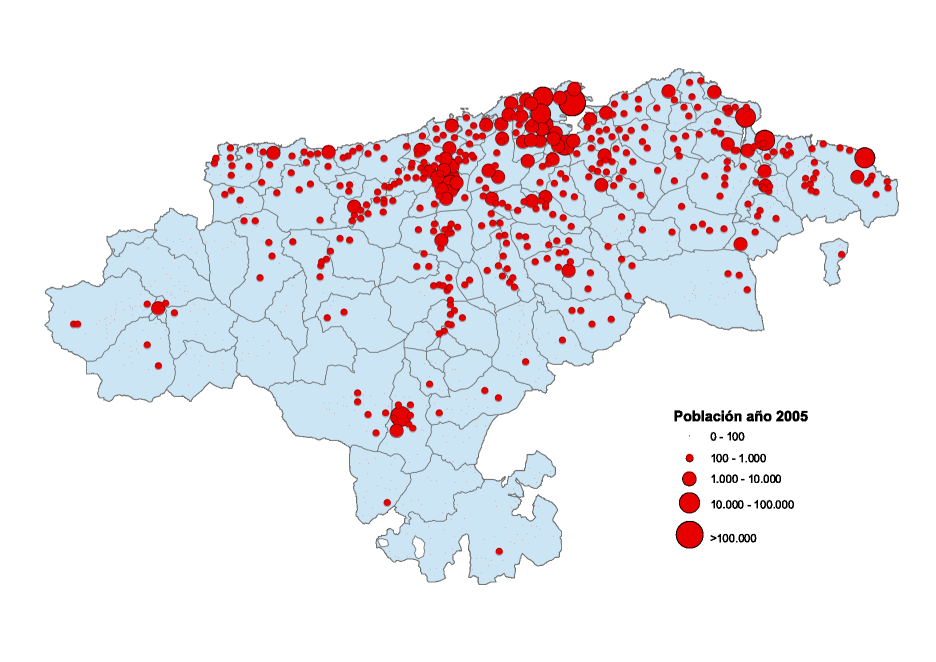
Карта плотности населения Кантабрии

В Кантабрии не так много муниципалитетов с численностью населения больше 10 000 человек (по данным INE 2011):
1. Сантандер (179 921 жителей).
2. Торрелавега (55 553 жителей).
3. Кастро-Урдиалес (32 374 жителей).
4. Камарго (31 556 жителей).
5. Пьелагос (22 223 жителей).
6. Эль-Астильеро (17 675 жителей).
7. Ларедо (12 206 жителей).
8. Санта-Крус-де-Бесана (11 776 жителей).
9. Лос-Корралес-де-Буэльна (11 623 жителей).
10. Сантония (11 465 жителей).
11. Рейноса (10 177 жителей).

## Административно-территориальное устройство
Кантабрия — автономное сообщество, которое состоит из единственной, полностью совпадающей по территории, одноимённой провинции, согласно 143 статье Архивная копия от 15 октября 2012 на Wayback Machine Конституции Испании и Уставу автономного сообщества Кантабрии (Estatuto de Autonomía de Cantabria).
Согласно Уставу автономии, Кантабрия разделена на 102 муниципалитета и комарки, хотя последние ещё чётко не определены. Некоторые муниципалитеты создали особые объединения — манкомунидад (Mancomunidad):
- Манкомунидад Кампоо-Кабуэрнига[исп.]
- Манкомунидад Альтамира-Лос-Вальес[исп.]
- Манкомунидад муниципальных советов Резерва-дель-Саха
- Манкомунидад Льебана-Пеньяррубия
- Манкомунидад муниципалитетов Мьенго-Поланко
- Манкомунидад Мунисипиос Состениблес
- Манкомунидад Лос-Вальес-де-Игунья-и-Аньевас
- Манкомунидад Лос-Вальес-Пасьегос
- Манкомунидад муниципалитетов Верхнего Асона

### Комарки

Карта муниципалитетов и комарок Кантабрии:
Асон-Агуэра.
Бесайя.
Кампоо-Лос-Вальес.
Коста-Оксиденталь.
Коста-Орьенталь.
Льебана.
Саха-Нанса.
Сантандер.
Трасмьера.
Лос-Вальес-Пасьегос.

Согласно закону Кантабрия разделена на районы — комарки (comarca), хотя данные административно-территориальные единицы пока не утвердились, и традиционно используется прежнее деление.
| Комарки             | Адм. центр                | Население, чел. (2006) | Площадь, км² | Муниципалитеты | Кол-во муниципалитетов |
| ------------------- | ------------------------- | ---------------------- | ------------ | --- | ---------------------- |
| Асон-Агуэра         | Рамалес-де-ла-Викториа    | 14 240                 | 561,28       | Ампуэро, Арредондо, Гурьесо, Лимпиас, Рамалес-де-ла-Викториа, Расинес, Руэсга, Соба, Валье-де-Вильяверде | 9                      |
| Бесайя              | Торрелавега               | 91 837                 | 426,82       | Аньевас, Аренас-де-Игуния, Барсена-де-Пье-де-Конча, Картес, Сьеса, Лос-Корралес-де-Буэльна, Мольедо, Поланко, Сан-Фелисес-де-Буэльна, Суансес, Торрелавега                                                                              | 11                     |
| Кампоо-Лос-Вальес   | Рейноса                   | 20 520                 | 1012,09      | Кампоо-де-Энмедио, Кампоо-де-Юсо, Эрмандад-де-Кампоо-де-Сусо, Рейноса, Лас-Росас-де-Вальдеарройо, Пескера, Сантиурде-де-Рейноса, Сан-Мигель-де-Агвайо, Вальдеолеа, Вальдепрадо-дель-Рио, Вальдерредибле                                 | 11                     |
| Коста-Оксиденталь   | Сан-Висенте-де-ла-Баркера | 20 192                 | 317,84       | Альфос-де-Льоредо, Комильяс, Руйлоба, Сан-Висенте-де-ла-Баркера, Сантильяна-дель-Мар, Удиас, Валь-де-Сан-Висенте, Вальдалига | 8                      |
| Коста-Орьенталь     | Ларедо                    | 54 046                 | 142,26       | Кастро-Урдиалес, Колиндрес, Ларедо, Льендо | 4                      |
| Льебана             | Потес                     | 5860                   | 574,83       | Кабесон-де-Льебана, Камаленьо, Сильориго-де-Льебана, Песагеро, Потес, Тресвисо, Вега-де-Льебана | 7                      |
| Саха-Нанса          | Кабесон-де-ла-Саль        | 23 334                 | 829,65       | Кабесон-де-ла-Саль, Кабуэрнига, Эррериас, Кампоо-Кабуэрнига, Ламасон, Маскуэррас, Пеньяррубиа, Поласионес, Реосин, Рионанса, Руэнте, Лос-Тохос, Туданка                                                                                 | 13                     |
| Сантандер           | Сантандер                 | 262 595                | 268,26       | Эль-Астильеро, Камарго, Мьенго, Пенагос, Пьелагос, Санта-Крус-де-Бесана, Сантандер, Вильяэскуса | 8                      |
| Трасмьера           | Рибамонтан-аль-Монте      | 54 954                 | 557,97       | Аргоньос, Арнуэро, Барсена-де-Сисеро, Барейо, Энтрамбасагвас, Эскаланте, Асас-де-Сесто, Льерганес, Марина-де-Кудейо, Медио-Кудейо, Меруэло, Мьера, Ноха, Рибамонтан-аль-Мар, Рибамонтан-аль-Монте, Риотуэрто, Сантония, Солорсано, Вото | 19                     |
| Лос-Вальес-Пасьегос | Санта-Мария-де-Кайон      | 26 079                 | 599          | Кастаньеда, Сан-Педро-дель-Ромераль, Сан-Роке-де-Риомьера, Вега-де-Пас, Пуэнте-Вьесго, Саро, Селайя, Вильякаррьедо, Вильяфуфре, Санта-Мария-де-Кайон, Луэна, Сантиурде-де-Торансо, Корвера-де-Торансо                                   | 13                     |

Административные комарки
Закон 8/1999 о Комарках автономного сообщества Кантабрии от 28 апреля 1999 года постановил, что комарка является необходимой административно-территориальной единицей, входящей в состав территориальной организации региона. Данный закон открыл дорогу к комаркоизации территории, способствуя созданию комарок в Кантабрии, которые только ещё начали появляться. Также по закону создание комарок не может быть обязательным, пока 70 % населения не одобрят этого. Особенно оговорён статус Сантандера и его округи, которые не попадают под действия закона, так должны сформировать особый столичный округ. Позднее муниципалитет Сантандера сам создал одноимённую комарку.

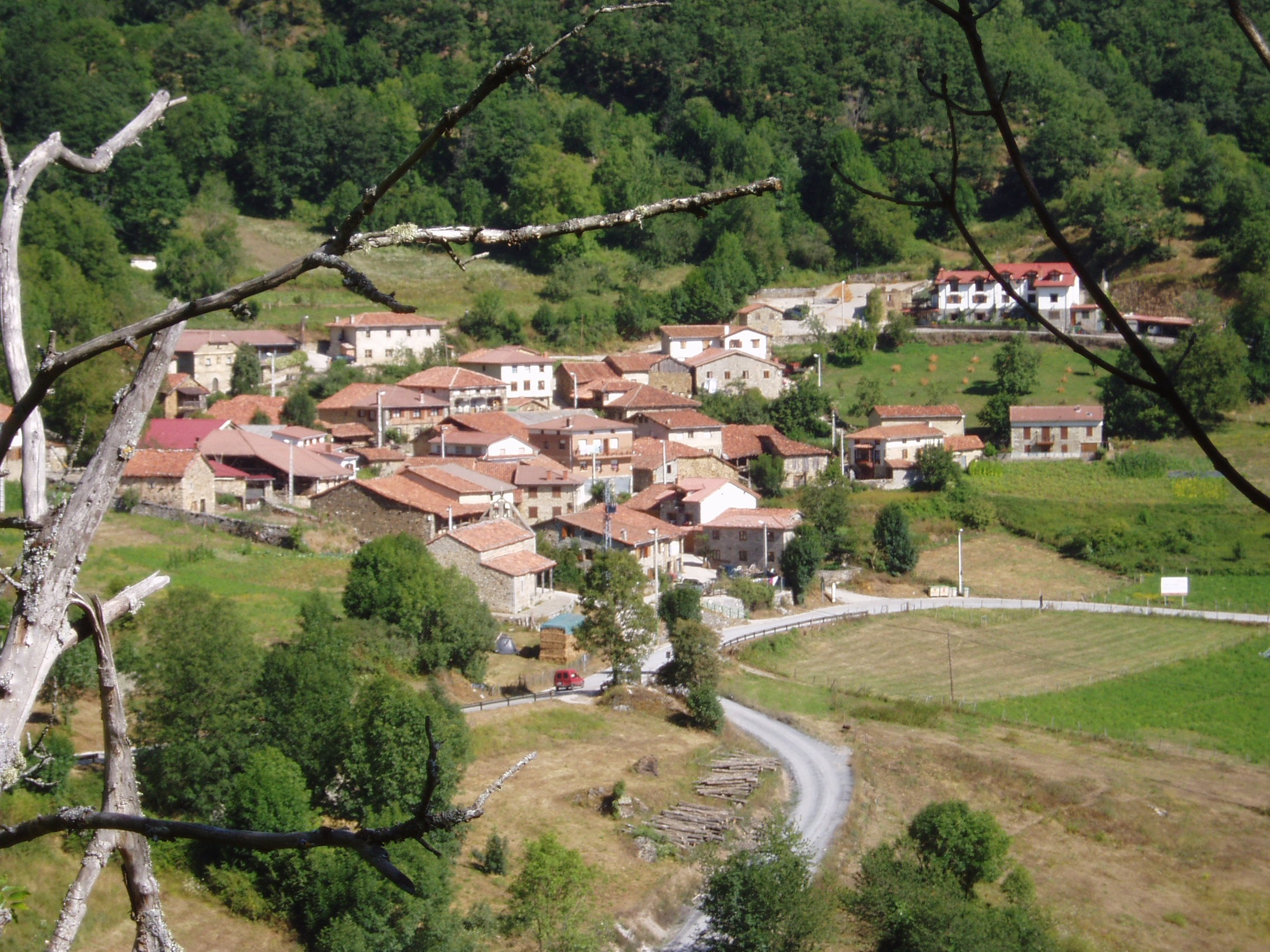
Небольшое поселение Добрес в Льебане

Помимо административных комарок, в Кантабрии существует деление на исторические и природные (географические) регионы, которые также по традиции называются комарками:
Природные районы (комарки)
- Береговая зона (Franja costera):
  - Ла-Марина
- Центральная зона (Franja intermedia):
  - Долины Льебаны
  - Долина Нансы
  - Долина Сахи
  - Долина Бесайи
  - Долина Пас-Писуэнья
  - Долина Мьеры
  - Долина Асона и Гандары
  - Долина Собы
- Южная зона (Franja meridional):
  - Кампоо.
  - Южные долины (Вальдерредибле, Вальдеолеа и Вальдепрадо-дель-Рио).

Исторические районы (комарки)
- Льебана
- Астуриас-де-Сантильяна
- Трасмьера
- Кампоо-Лос-Вальес
- Вальдерредибле

### Муниципалитеты
В настоящее время в Кантабрии сформировано 102 муниципалитета, которые состоят обычно из близлежащих поселений, по названию одного из них, или местности, они и называются.
Каждый муниципалитет управляется собственным городским или муниципальным советом, за исключением Тресвисо и Пескера, которые, в виду малочисленности населения, управляются сельским собранием, собирающимся не реже одного раза в триместр.

### Органы власти
Систему органов государственной власти Кантабрии образуют: высший законодательный орган власти — Парламент Кантабрии (Parlamento de Cantabria); высший исполнительный орган власти — Правительство Кантабрии (Gobierno de Cantabria), возглавляемый главой исполнительной власти в автономном сообществе — президентом (Presidente de Cantabria).
Парламент Кантабрии
Парламент Кантабрии (до поправок в устав автономии в 1998 году — Региональное Собрание Кантабрии) — представительный орган и носитель законодательной власти автономного сообщества. Он состоит из 39 депутатов, которые выбираются с помощью процедуры всеобщего, прямого и тайного голосования жителей Кантабрии, после чего члены парламента утверждаются королём Испании.
С момента избрания депутаты обладают депутатской неприкосновенностью. Срок полномочий одного созыва — четыре года, после которых проходят выборы нового состава. Парламентарии могут объединяться в группы (при условии, что количество членов не меньше трёх). По результатам выборов 22 мая 2011 года Парламент Кантабрии состоит из трёх парламентских групп: Народная партия — 20 мест; Регионалистская Партия Кантабрии — 12 мест; Испанская социалистическая рабочая партия Кантабрии — 7 мест.
| Выборы в парламент 25 мая 2003 года |         |         |          |
| Партия                              | Голоса  | %       | Депутаты |
| PP                                  | 146 012 | 42,43 % | 18       |
| PSC-PSOE                            | 102 918 | 29,91 % | 13       |
| PRC                                 | 67 003  | 19,47 % | 8        |

| Выборы в парламент 27 мая 2007 года |         |         |          |
| Партия                              | Голоса  | %       | Депутаты |
| PP                                  | 141 926 | 41,52 % | 17       |
| PRC                                 | 98 702  | 28,87 % | 12       |
| PSC-PSOE                            | 83 163  | 24,33 % | 10       |

| Выборы в парламент 22 мая 2011 года |         |         |          |
| Партия                              | Голоса  | %       | Депутаты |
| PP                                  | 156 199 | 46,12 % | 20       |
| PRC                                 | 98 731  | 29,15 % | 12       |
| PSC-PSOE                            | 55 220  | 16,31 % | 7        |

Правительство Кантабрии
Правительство Кантабрии — высший коллегиальный орган исполнительной власти Кантабрии, который проводит региональную политику и обеспечивает административный контроль над соблюдением государственного и регионального законодательства на территории автономии. До 1998 года он назывался Региональной Депутацией Кантабрии.
Согласно Уставу автономного сообщества, высшим должностным лицом исполнительной власти является президент, который координирует действия администрации автономного сообщества, назначая или отстраняя консехериев Правительства Кантабрии. Также он осуществляет контроль над всем правительственным аппаратом. Президент избирается парламентом Кантабрии из числа его членов, после чего утверждается королём.
Основные административные функции в Кантабрии распределены между консехериями — комитетами, ответственными за проведение политики в той или иной сфере деятельности правительства.

### Официальные символы

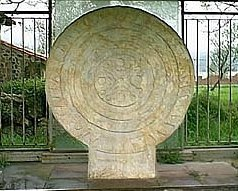
Кантабрийская стела, изображённая на гербе Кантабрии

Официальным гимном Кантабрии служит песня Himno a la Montaña, слова и музыку которой сочинил ещё в 1926 году Хуан Герреро Уррести по просьбе Провинциальной депутации Сантандера. Утверждена в качестве гимна 6 марта 1987 года парламентом Кантабрии.
Герб Кантабрии состоит из двух частей. На верхней части изображено взятие Севильи в 1248 году, за участие в котором Сантандер получил свой герб. На синем фоне изображены: Золотая башня — Торре-дель-Оро, река Гвадалквивир, чьи воды обозначены сочетанием сине-белых полос, и цепь, которая преграждала осаждающим вход в бухту. Слева на гербе виден корабль, олицетворяющий кантабрийский флот, слева и справа от которого изображены головы святых Эметерия и Селедония, покровителей Сантандера и Кантабрии. Нижняя часть представлена официальными цветами автономии — красным и белым, из которых красным выкрашен фон, а белым — изображение расположенной в центре кантабрийской стелы, памятника древнейшего населения провинции — кантабров.
Флаг Кантабрии был утверждён парламентом автономного сообщества 22 декабря 1984 года. Он состоит из двух равномерных полос, нижняя из которых выкрашена в красный, а верхняя в белый. В центре расположен герб Кантабрии.
В последнее время, среди части населения, приобрёл популярность так называемый «кантабрийский крест» или лабаро.

## Экономика

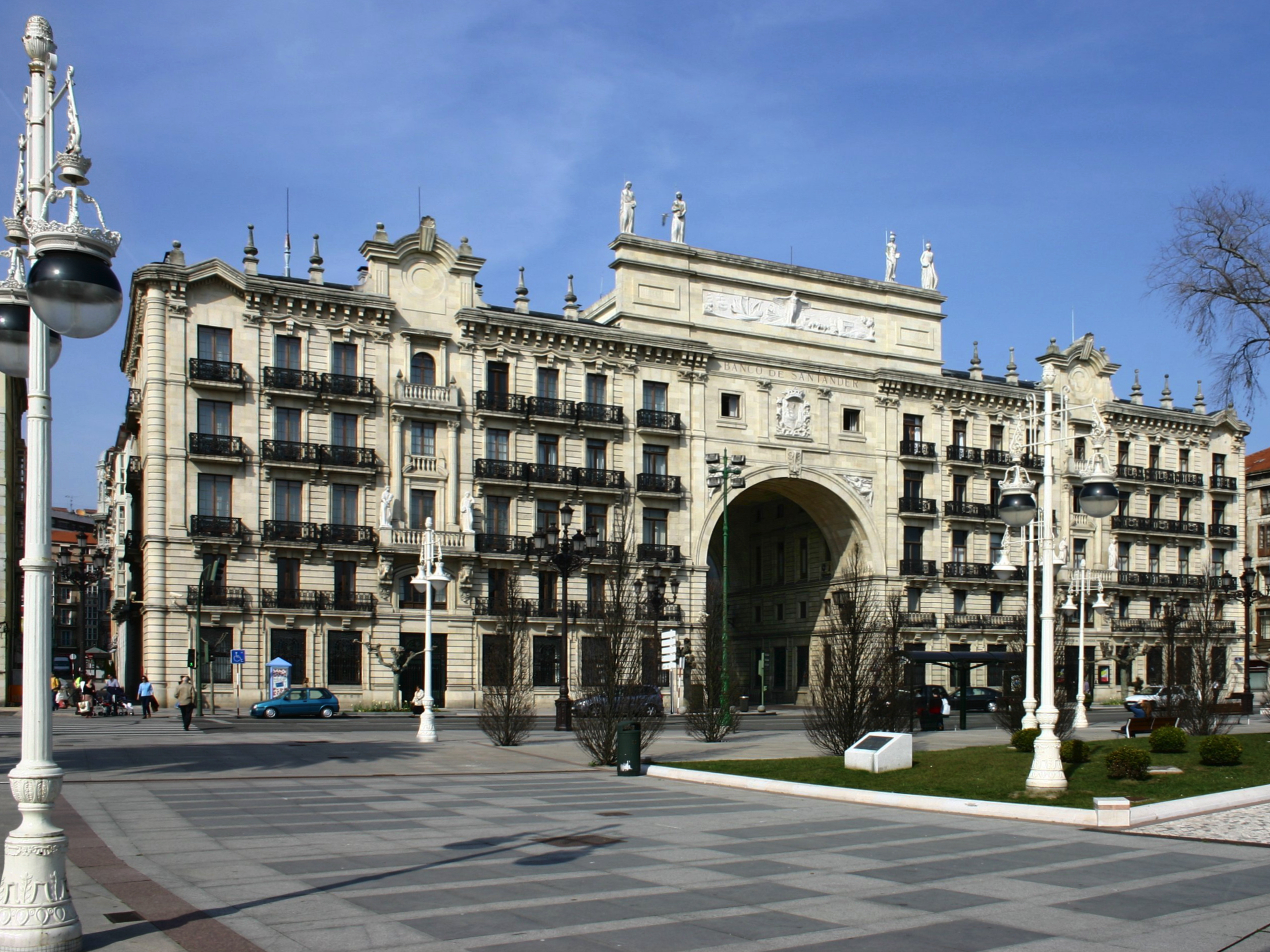
Штаб-квартира банка Сантандер

Начиная с 1994 года Кантабрия приблизилась по экономическим показателям к развитым регионам Европы, что стало возможным благодаря включению провинции в список первой группы Структурных фондов ЕС (Objective 1), которые дали необходимые для развития региона субсидии. В 1999 году, когда ВВП на душу населения в Кантабрии превысил необходимые 75 % среднего для ЕС показателя, закончилась программа рамки финансирования ЕС, и на 2006—2007 год провинция была исключена из списка первой группы, войдя в переходную. Окончательно во вторую группу Кантабрия перешла в 2007 году, когда Европейский фонд регионального развития сократил субсидии на 46,2 % (в 2007 году, согласно Институту национальной статистики Испании (INE), доход на душу населения в Кантабрии составил 23 377€, что было средним показателем по стране (23 396€), но ниже, чем в ЕС 25 — 29 455€)

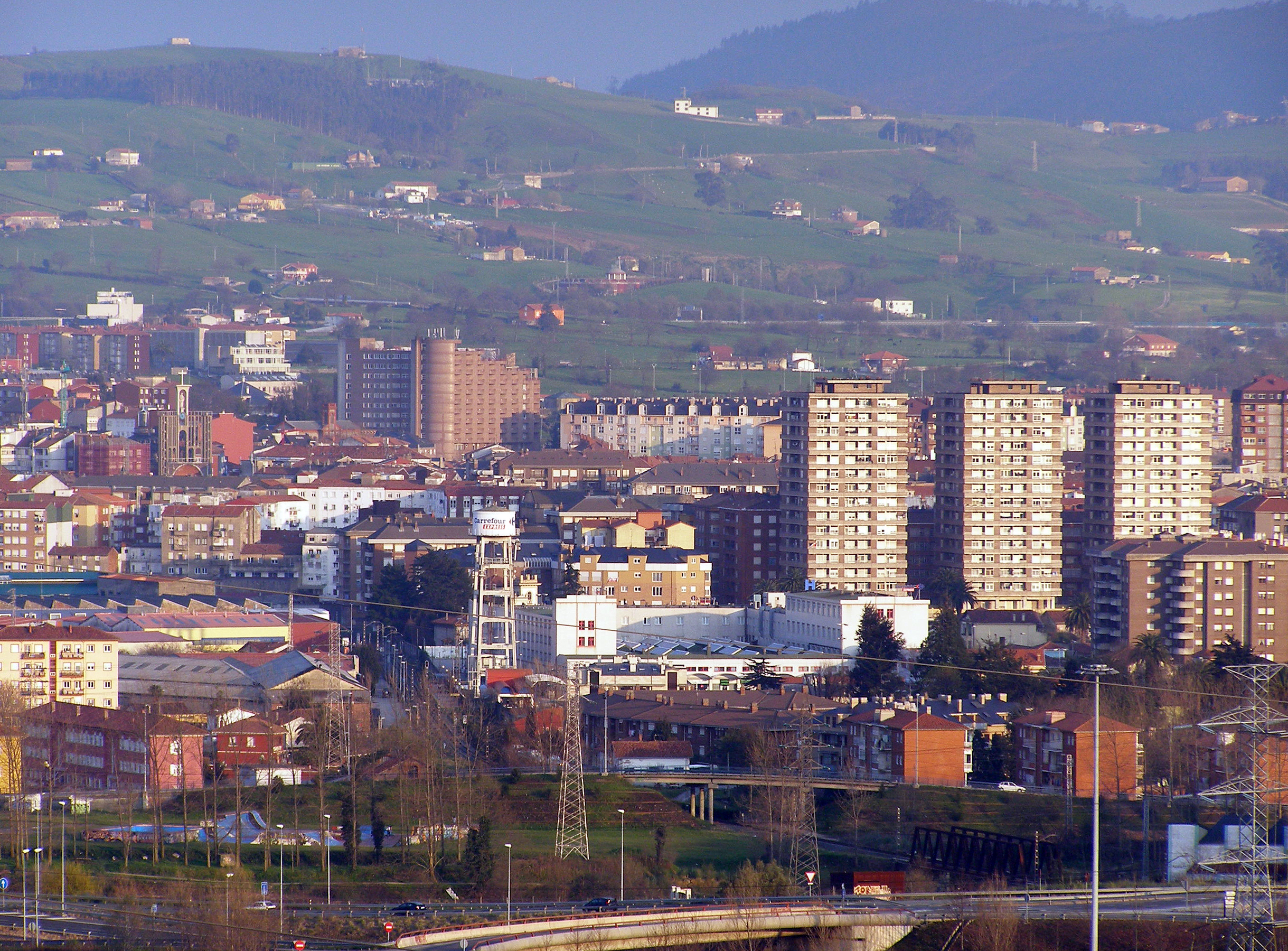
Центр города Торрелавега

Основные программы ЕС были направлены на развитие вторичного и третичного секторов экономики региона. В 2010 году наибольшее количество трудоспособного населения было занято в сфере услуг — 68,9 %, в котором наиболее развиты: туризм, особенно в прибрежной полосе Ла-Марина; коммерция; банковские и финансовые услуги (в столице Кантабрии расположена штаб-квартира знаменитого одноимённого банка Сантандер); здравоохранение, и другие.
Доля трудоспособного населения, работающего во вторичном секторе экономики, в 2010 году составила 28,2 % Основу сектора составляет промышленность (16,4 % от всего трудоспособного населения), которая сосредоточена в Сантандере и Торрелавеге (образуют конурбацию Сантандер-Торрелавега), а также в Лос-Корралесе-ле-Буэльне, в районе устья реки Асон, Рейносе и Кастро-Урдиалесе. Далее следуют строительство — 9,6 % и энергетика — 2,2 %.
Наименее представлен в современной экономике Кантабрии первичный сектор, где работает только 3,3 % от всего трудоспособного населения (2010), хотя ещё в 2000 году данная цифра составляла 5,0 %. В основном данный сектор представлен сельским хозяйством, морским рыболовством, скотоводством и добычей природного сырья.
В 2011 году экономика Кантабрия выросла на 0,7 %, что примерно равно среднему показателю по Испании. Объём ВВП составил 13 289 887 000€. Доход на душу населения — 22 981€, при среднем показателе по стране в 23 271€

## Транспорт

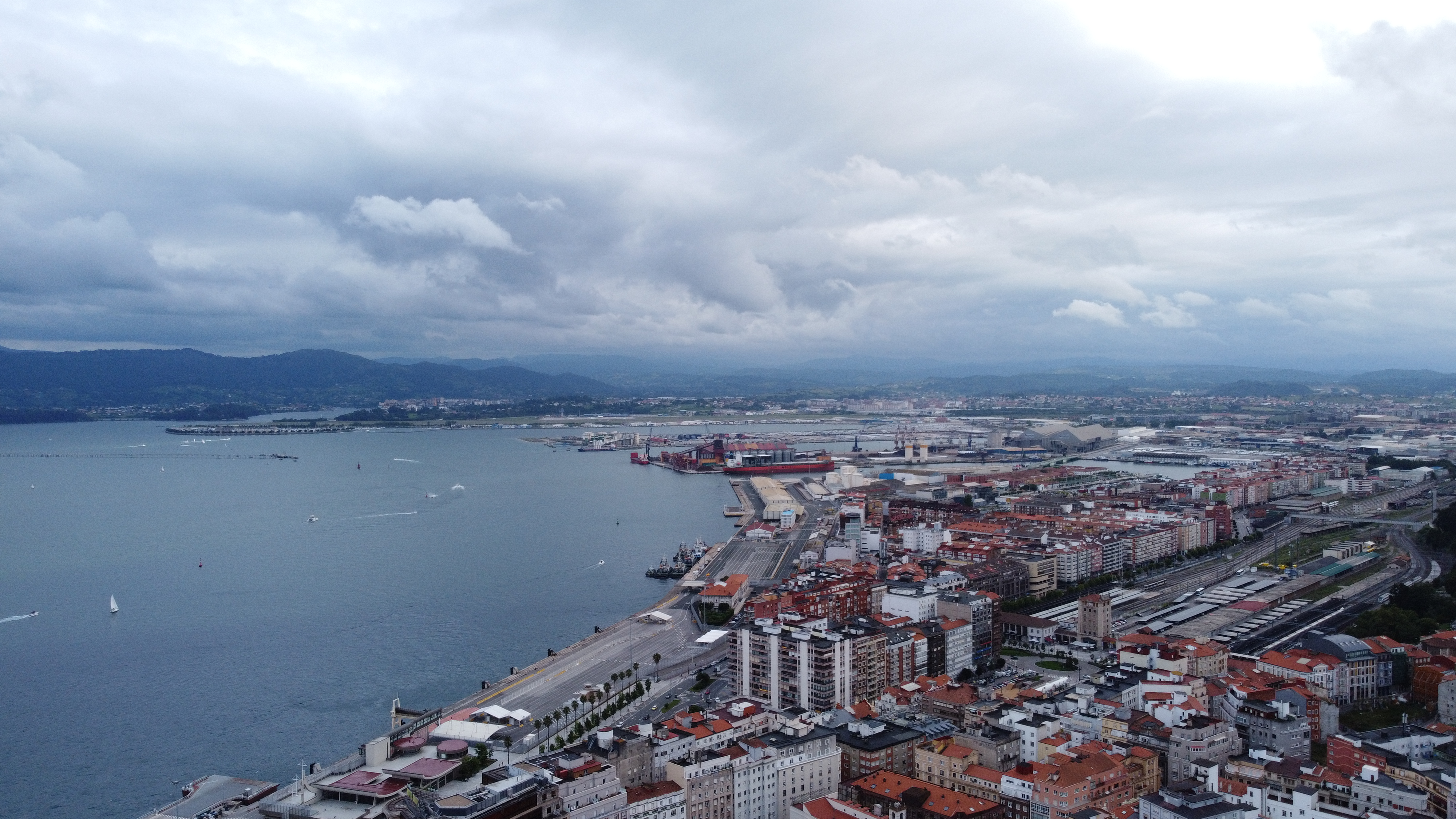
Сантандерский порт

Особенностью транспортной системы Кантабрии является её географическое положение между Кантабрийскими горами, препятствующими строительству и расширению основных автомагистралей с центральной Испанией, и Бискайским заливом, вдоль побережья которого проживает основная масса населения, и где сосредоточена основная транспортная инфраструктура. Немногочисленные дороги, которые связывают Месету и Кантабрию, проходят вдоль долин, расположенных перпендикулярно побережью. Фактически, дорожная сеть на карте Кантабрии выглядит в виде буквы «Т». Крупнейший транспортный узел автономного сообщества — город Сантандер, из порта которого осуществляется морское сообщение с другими городами Европы (между столицей и британским Плимутом существует паромное сообщение).
Основными автотранспортными артериями Кантабрии являются автострады Кантабрико (Autovía del Cantábrico), которая проходит вдоль всего побережья северной Испании, и Кантабрия-Месета (Autovía Cantabria-Meseta).
Железнодорожное сообщение в Кантабрии представлена двумя линиями узкоколейных дорог FEVE (Сантандер↔Овьедо; Сантандер↔Бильбао) и одной ширококолейной RENVE, связывающей Сантандер с Мадридом.
На территории автономного сообщества находится только один международный аэропорт в Парайасе (южнее 6,5 км от Сантандера).
| Основные автодороги Кантабрии   |      |                                                |                                                                   |
| Автомагистраль                  | Км   | Путь следования                                | Местности на пути следования                                      |
| Автострада Кантабрико           | 602  | Ирун-Сантьяго-де-Баамонде                      | Кастро-Урдиалес, Ларедо, Соларес, Торрелавега, Кабесон-де-ла-Саль |
| Автомагистраль Кантабрия-Месета | 203  | Сантандер-Вента-де-Баньос                      | Сантандер, Торрелавега, Лос-Корралес-де-Буэльна, Рейноса          |
| Автострада Dos Mares            | 111  | Пескера-Миранда-де-Эбро                        | Пескера (проект)                                                  |
| S-10                            | 16   | Соларес-Сантандер                              | Соларес, Эль-Астильеро, Малианьо, Сантандер                       |
| S-20                            | 22   | Санта-Крус-де-Бесана-Сантандер (Эль-Сардинеро) | Сантандер, Санта-Крус-де-Бесана                                   |
| S-30                            | 12,2 | Пеньякастильо-Сан-Сальвадор                    | Сантандер, Пеньякастильо, Парбайон, Ревилья-де=Камарго            |

## Культура

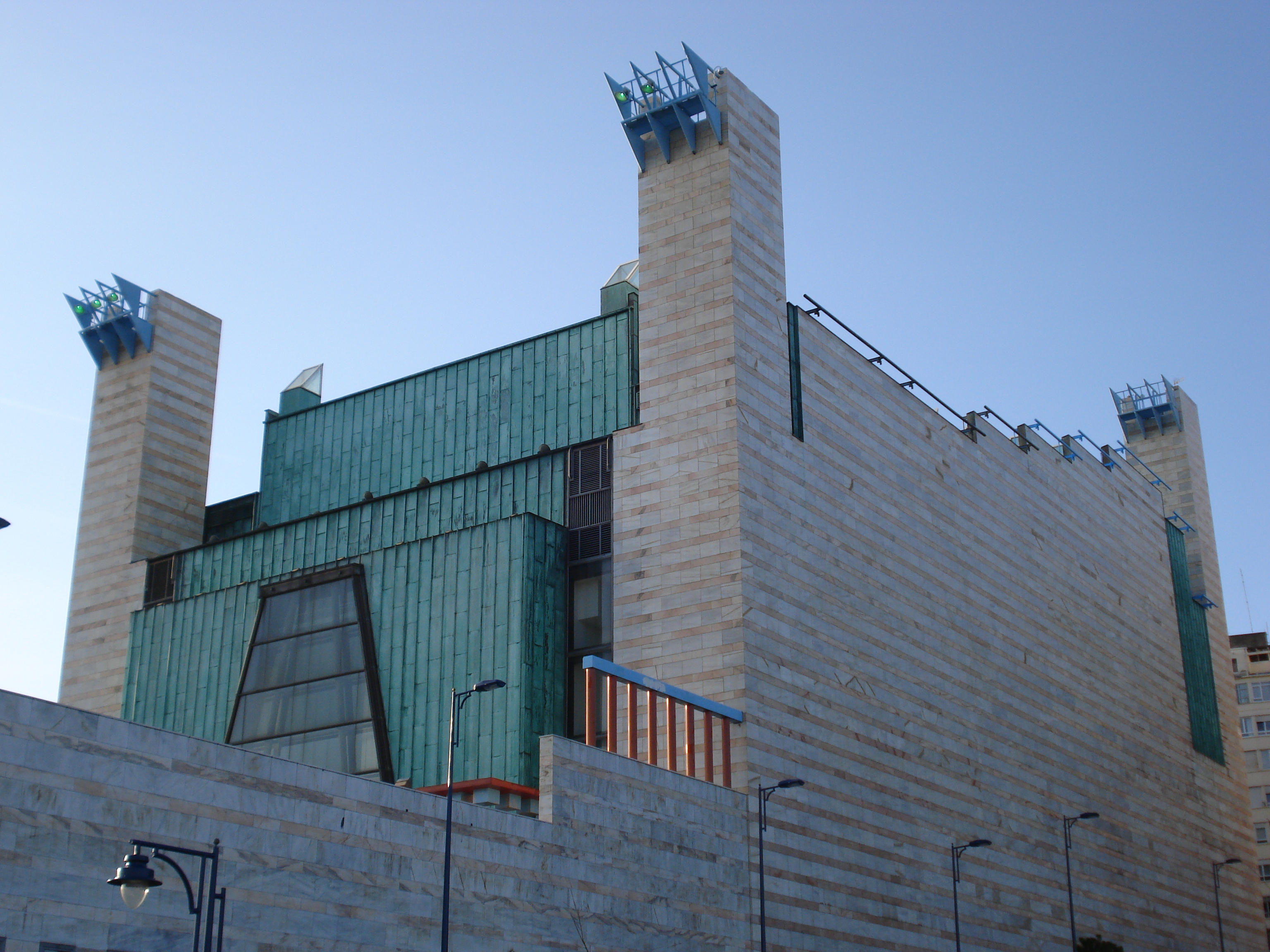
Здание Дворца Фестивалей в Сантандере

Значительную известность Кантабрия получила благодаря своим доисторическим пещерам, в которых сохранилась наскальная живопись эпохи верхнего палеолита, самая известная из которых — Альтамира, является объектом Всемирного наследия ЮНЕСКО. Среди других пещер можно назвать Эль-Соплао, Валье, Эль-Пендо, Ла-Пасьега, Лас-Монедас, Эль-Кастильо, Морин, и другие.
Несмотря на то, что Кантабрия расположена на побережье Бискайского залива, между Астурией и Страной Басков, на её территории сформировалась, хотя и имеющая сходство с соседними регионами, уникальная культура, представляющая особый этнографический интерес. Во многом это связано с традиционной изолированностью кантабрийских поселений, расположенных в долинах холмов и гор, служивших естественным препятствием для развития тесных взаимоотношений между ними, так, например, в долинах рек Мьеры и Пас сложилась уникальная культура пасьего. Сегодня многие произведения материальной культуры и быта населения Кантабрии собраны в Этнографическом музее Веларде, расположенном в Мурьедасе (Камарго).
Традиционный тип жилища — каса монтаньеса, представляющая собой двухэтажное строение с двухскатной крышей. Из скопления таких домов образованы малодворные или многодворные поселения — пуэбло (pueblo), многие из которых, вместе с небольшими поселениями в округе, образуют собственный муниципалитет со своим аюнтомиенто. В центральных и западных районах Кантабрии они обычно скученного типа, а в восточных преобладают разбросанные поселения, просторно расположенные вдоль рек (например, в комарке Лос-Вальес-Пасьегос). Сегодня архитектурные ансамбли многих деревень и городов Кантабрии получили статус объекта Культурного интереса Испании (BIC), например, Барсена-Майор.
В Кантабрии, помимо этнографического музея Веларде, есть и другие музейные учреждения: Морской музей (Museo Marítimo del Cantábrico), Музей современного искусства Сантандера и Кантабрии (Museo de Arte Moderno y Contemporáneo de Santander y Cantabria), Музей доисторической эпохи и археологии Кантабрии (Museo de Prehistoria y Arqueología de Cantabria), Музей дикой природы (Museo de la Naturaleza de Cantabria), Национальный музей и исследовательский центр Альтамиры (Museo Nacional y Centro de Investigación de Altamira), и другие.
В автономном сообществе действуют такие театры, как Касино Лисео в Сантонии, Конча Эспина в Торрелавеге, Принсипаль в Рейносе, Дворец Фестивалей в Сантандере, и другие.

### Праздники
Помимо общеиспанских праздников (например, Рождества, Святой недели, Дня королей-магов и других), в Кантабрии много различных религиозных и светских праздников, ярмарок и фестивалей. Все крупные праздники обычно имеют статус либо праздника, представляющего национальный туристический интерес страны (Fiestas de Interés Turístico Nacional), либо праздника, представляющего региональный интерес (Fiesta de Interés Turístico Regional).

## Спорт

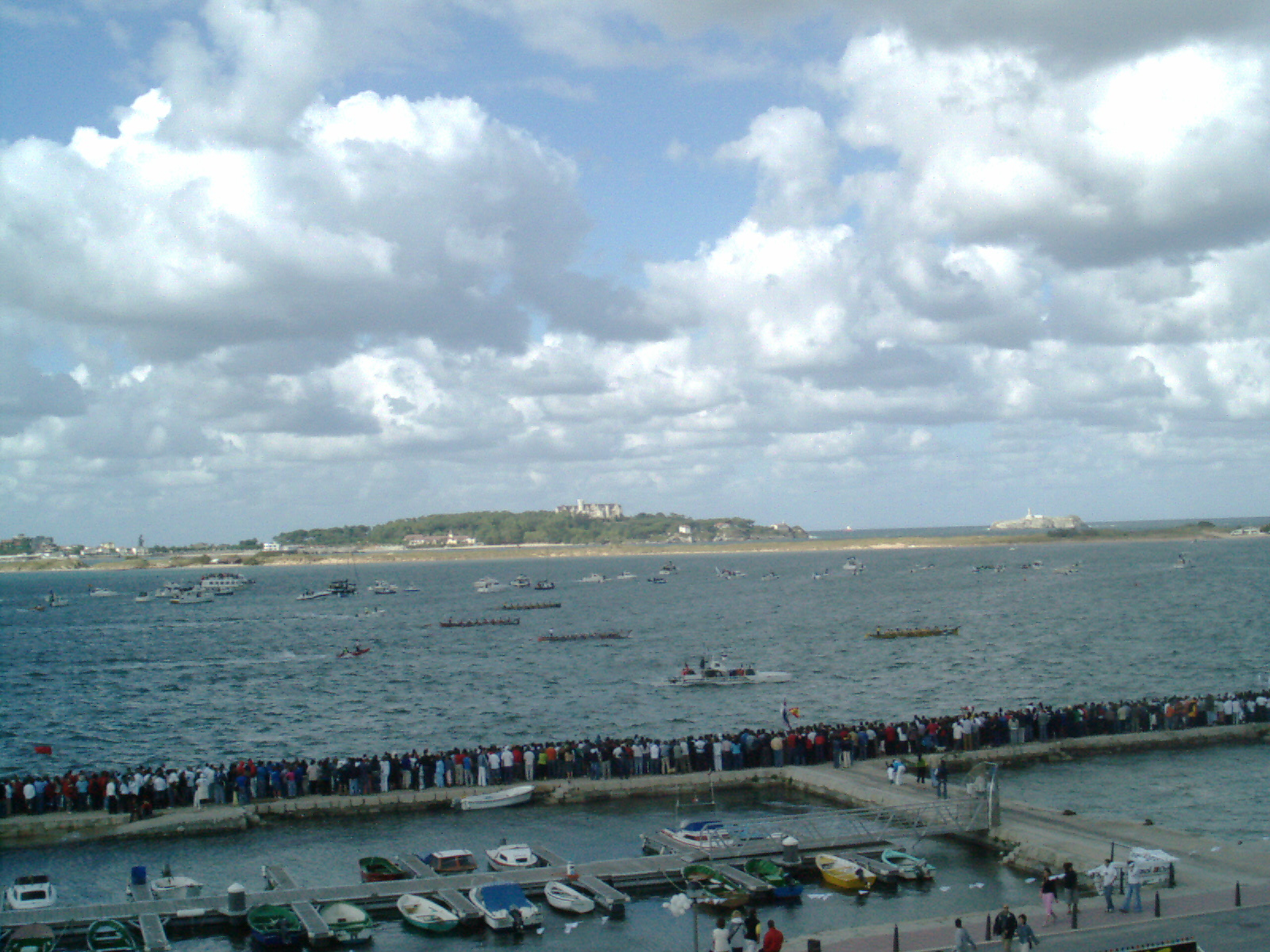
Гоночная регата в Сантандерской бухте

Традиционным видом спорта на территории Кантабрии была игра bolos, своеобразная вариация игры в кегли. Известны четыре варианта: Bolo palma, pasabolo tablón, pasabolo losa и bolo pasiego, из которых самым распространённым и сложным в правилах был первый. Во многих муниципалитетах площадки для bolos можно встретить около местной церкви или бара.
Для прибрежных районов были характерны соревнования по гребле, история которых уходит в далёкое прошлое региона, когда моряки нескольких рыболовецких судов соперничали за право первыми доставить пойманную рыбу на рынок. В конце XIX века между городами и поселениями Кантабрии начали проводиться регаты.
Примером многовековой адаптации человека к местным условиям является Salto pasiego, возникший, как и похожие спортивные соревнования, например, Fierljeppen у фризов или Salto del pastor на Канарах, как способ преодоления сложных форм рельефа. Представляет собой соревнования по преодолению участка земли при помощи палки.
Одним из наиболее распространённых видов спорта в автономном сообществе, особенно среди мужчин, стал футбол. Первый спортивный клуб Cantabria Foot-ball Club был основан в Сантандере ещё в 1902 году. На мировом уровне в 2013 году Кантабрию представляет Расинг.
Из других видов спорта популярны: баскетбол (Alerta Cantabria Lobos, Club Deportivo Estela Santander), гандбол (Club Balonmano Santander, Club Deportivo Torrebalonmano), велосипедный спорт, и другие.